# Бугро, Вильям
Вилья́м-Адо́льф Бугро́ (фр. William-Adolphe Bouguereau [buɡ(ə)ʁo]; 30 ноября 1825 года, Ла-Рошель — 19 августа 1905 года, там же) — французский живописец, видный представитель салонного академизма XIX века.
Его творчество может характеризоваться как «квинтэссенция живописи своего поколения». В каталогах учтены 828 картин Бугро, преимущественно на мифологические, аллегорические и библейские сюжеты. Исследователи причисляют его творчество к так называемому «романтическому реализму», поскольку он, следуя приёмам романтизма, предпочитал писать с натуры и воспроизводил внешность своих моделей с фотографической точностью. Несмотря на верность академическим принципам, в частности, — примату рисунка над цветом, — в 1890-е годы испытывал влияние символизма, который истолковывал как метод раскрытия сущности изображаемого человека при помощи второстепенных деталей, несущих смысловую нагрузку.
С 1876 года — действительный член Академии изящных искусств, профессор Высшей школы изящных искусств (1888) и Академии Жюлиана (1875). В 1857 году удостоен почётной Медали Салона, командор ордена Почётного легиона (1885). Пользуясь коммерческим успехом, Бугро не принял импрессионизма и новых направлений в изобразительном искусстве и последовательно противостоял им, используя административные ресурсы. В результате после кончины он оказался забыт, и долгое время в критической литературе воспроизводились только негативные мнения о его творчестве, он воспринимался преимущественно как живописец жанра ню, потакавший самым низменным вкусам. Только с 1980-х годов, когда изменилось отношение к салонно-академическому искусству, Бугро стал рассматриваться как один из крупнейших живописцев XIX века, воспитавший многих известных художников, среди которых Анри Матисс, Феликс Валлотон, Жюль Адлер, Вильгельм Лист, Димитрие Пачуреа и другие.

## Становление

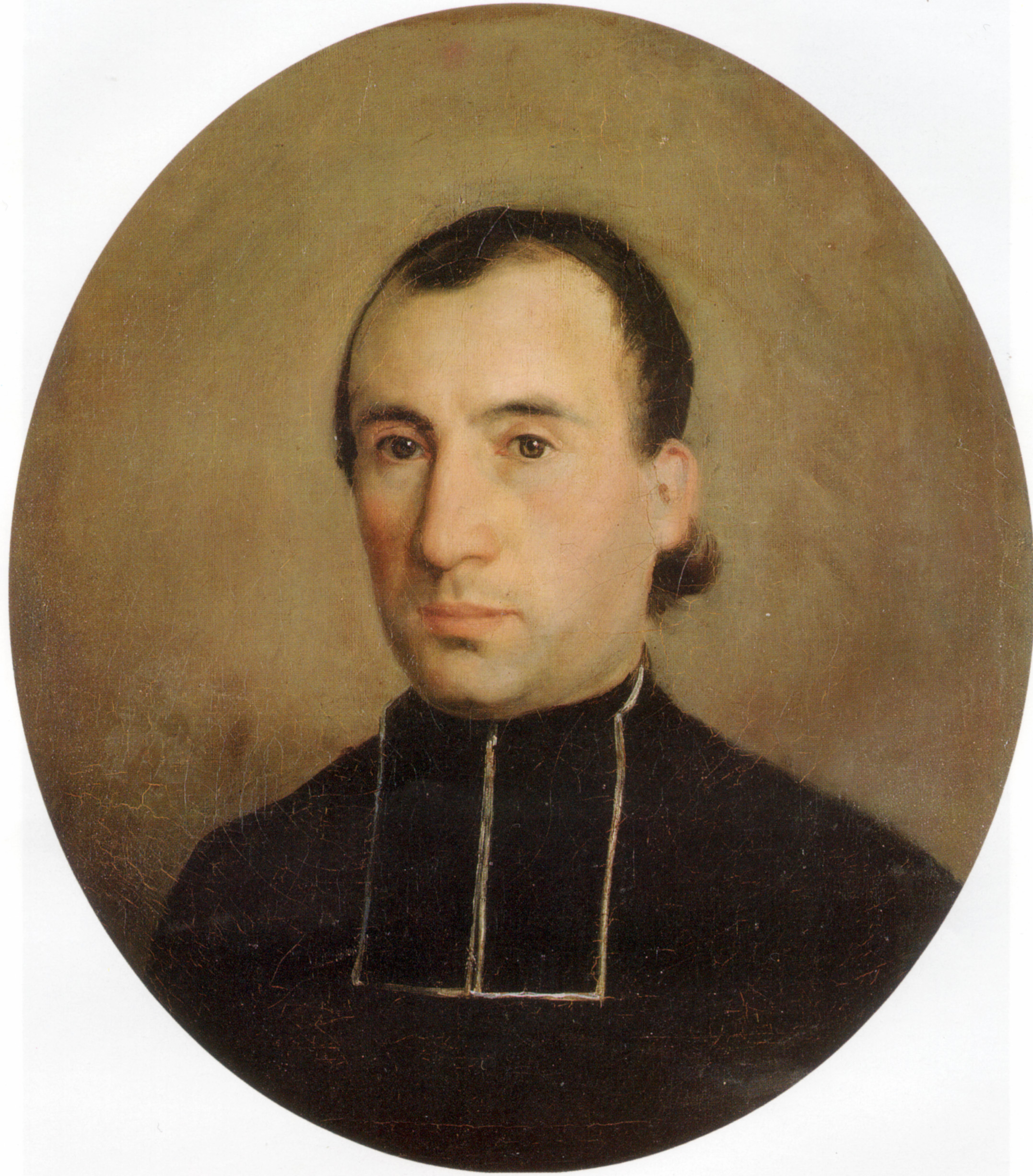
Портрет Эжена Бугро. 1850, частное собрание

Вильям-Адольф Бугро был вторым из восьми детей Эли-Сюльписа-Теодора Бугро и его супруги, Марии-Маргариты-Аделины Боннен. Глава семейства был мелким предпринимателем и управлял винным складом. Согласно традиции, Вильяма крестили в кальвинистской церкви, но пяти лет от роду был обращён в католическую веру по настоянию дяди-священника Эжена. В 1832 году Теодор Бугро переехал на остров Ре, на котором планировал работать в порту, там же семилетний Вильям впервые проявил художественные способности и увлечённо рисовал на всём, на чём придётся. К тому времени постоянная нужда заставила отправить детей на воспитание к родственникам, Вильям поступил на попечение к Эжену Бугро — младшему брату Теодора, которому было тогда 27 лет. Дядя-священник привил Вильяму искреннюю веру, а также любовь к литературе. Эжен Бугро устроил племянника в школу в Поне, там он мог посещать занятия по рисованию и быстро добился первых успехов; преподавал в школе Луи Саж — ученик Энгра.
Когда Вильяму исполнилось 17 лет, его отец поправил благосостояние на торговле оливковым маслом и вызвал сына к себе в Бордо, чтобы он приучался вести дела. Однако сын хотел стать художником, и несмотря на враждебное отношение отца, его клиенты убедили отдать Вильяма в Школу изящных искусств Бордо, при условии, что это не помешает ему учиться торговле. В результате Вильям Бугро ходил на занятия рано утром и по вечерам, а днём работал в лавке. В 1844 году он получил первый приз за историческую картину; конкурентами были ученики Школы изящных искусств, которые посещали занятия по полной программе. Успех сильно ухудшил отношения отца и сына: Вильям мечтал переехать учиться в Париж, но не было денег. Дядя Эжен смог найти для Вильяма клиентов, которым он писал портреты за небольшую плату; за три месяца Бугро-младший создал 33 портрета и заработал 900 франков. По некоторым сведениям, Вильям Бугро разрабатывал для торговцев этикетки для банок варений и т. п.

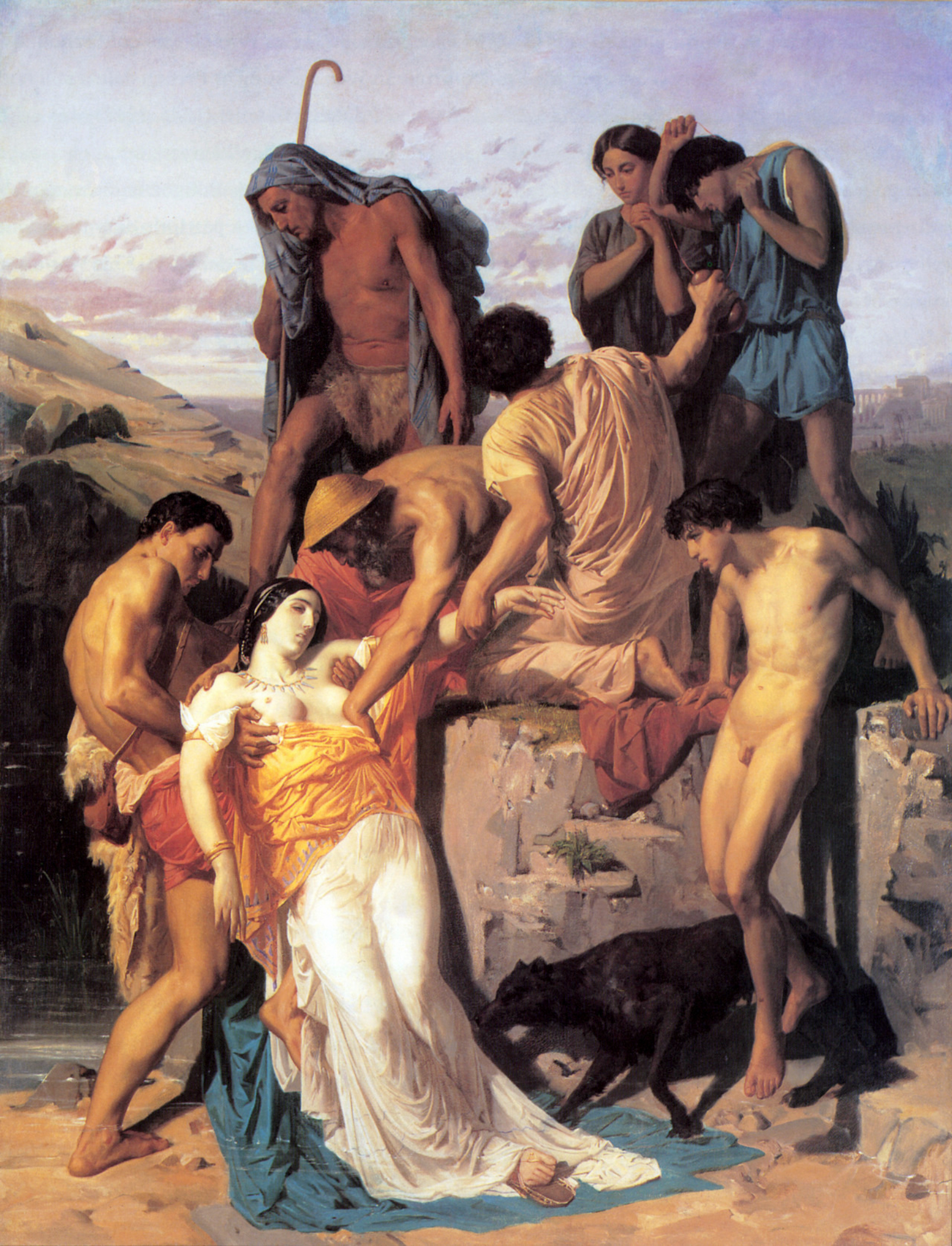
Зенобия, найденная на берегу Аракса. 1850, Французская академия в Риме

В апреле 1846 года 21-летний Вильям Бугро поступил в мастерскую Франсуа Пико, а также, по его рекомендации, в Школу изящных искусств. С 1848 года он участвовал в конкурсе на соискание Римской премии, к процессу отбора в котором допускались не более 10 студентов. В 1848 году он получил третье место на конкурсе за картину из жизни апостола Петра, в 1849 году — только седьмое место за картину на сюжет «Одиссеи». 26-летний художник добился своей цели в 1850 году: его картина «Зенобия, найденная на берегу Аракса» получила меньше голосов жюри, чем работа Поля Бодри, но поскольку в 1848 году из-за революционных событий в Италию никого не отправляли, во Французской академии в Риме образовалась вакансия. Бугро в тот период существовал на стипендию в 600 франков, которую ему выплачивал муниципалитет Ла-Рошели, поэтому содержание в 4000 франков на четыре года казалось ему роскошью.
«Зенобия» была конкурсной работой на сюжет из «Анналов» Тацита; она должна была представить умение художника написать несколько фигур в разных ракурсах. Бугро продемонстрировал уверенное владение как анатомией, так и психологией: на картине нет одинаковых фигур, индивидуальными показаны и характеры. Фигуру раненой Зенобии Бугро показал в сложном «промежуточном» ракурсе, когда застывшие фигуры дают ощущение «динамичного спектакля, где каждый импровизирует в соответствии со своей ролью» (определение А. А. Шестимирова). Здесь выделяется фигура нагого мальчика, который садится на каменную кладку; этот момент и застала кисть художника. Критики также отмечали, что Бугро смог добиться уровня мастерства прошлых веков, видимо, он вдохновлялся сценами снятия с креста, в которых фигура Иисуса Христа обычно изображалась в подобном ракурсе.

## Италия

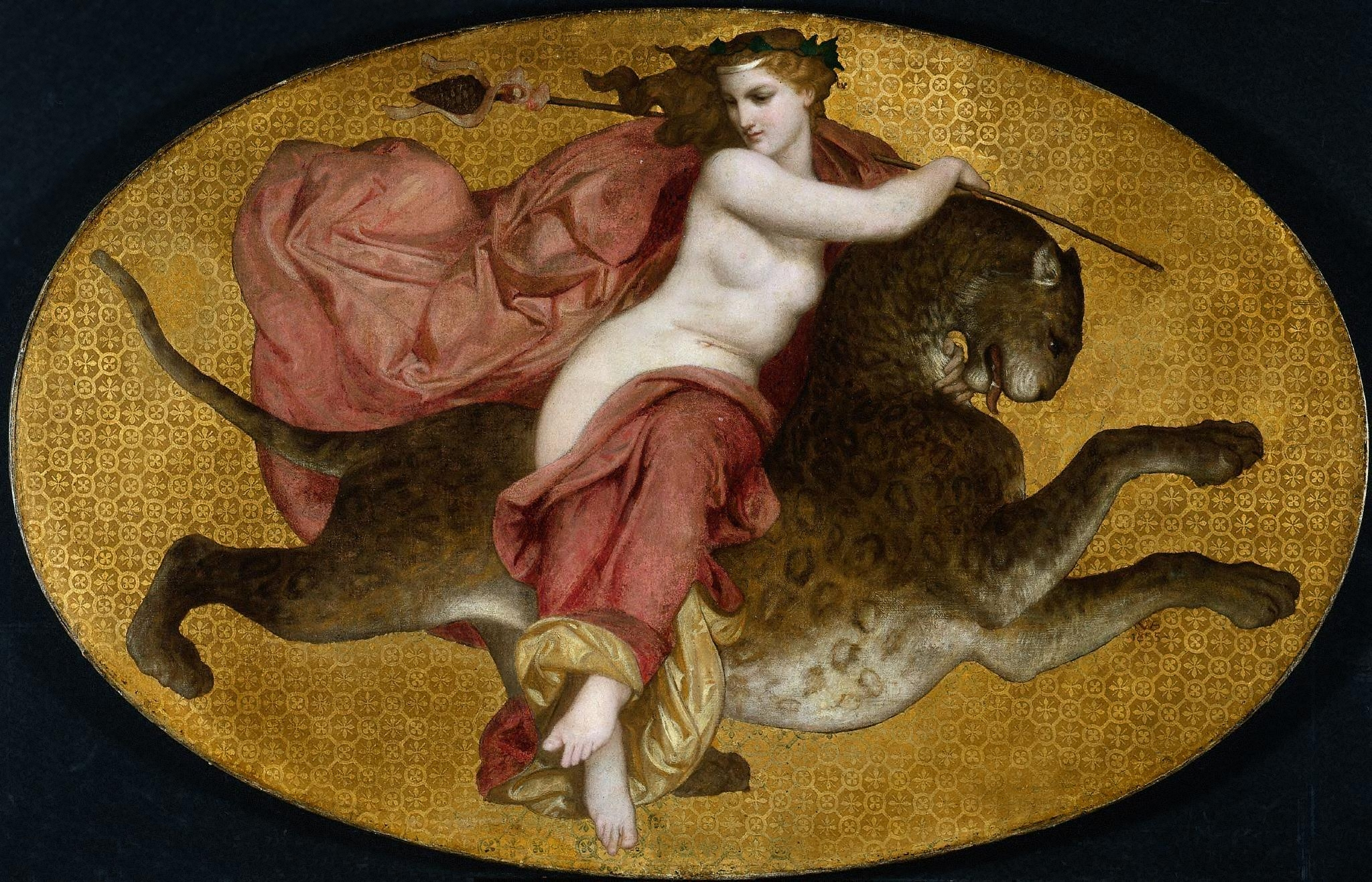
Вакханка на пантере. 1855, Художественный музей Кливленда

В 1850 году вместе с Бодри Бугро на 4 года был командирован в Рим. Во Французской академии он познакомился с Г. Буланже и Ж. Леневё, но больше всего сдружился с пейзажистом П. Кюрзоном. Вместе они предприняли множество поездок по Италии, побывав в Неаполе, Помпеях, Сиене, Перудже, Ассизи, Флоренции, Пизе, Милане, Равенне и так далее. В первую очередь Бугро интересовала эпоха Ренессанса в комплексе, он смог посетить практически все музеи и частные собрания, в том числе самые маленькие. Вильям Бугро копировал древнеримские памятники, а также сделал реплику полного цикла росписей базилики Сан-Франческо в Ассизи. Он также скопировал «Триумф Галатеи» Рафаэля и «Триумф Флоры» Тициана.
В Италии оформились вкусы и эстетические предпочтения Бугро. Главными для себя авторитетами в живописи он называл Микеланджело, Рафаэля и Леонардо да Винчи. Боттичелли он считал более «нервным», слишком эксцентричным в своих аллегориях, особенно «Весне». К гениям он также причислял Корреджо, но отказывал в этом статусе Мантенье, считая его работы «бездушными».

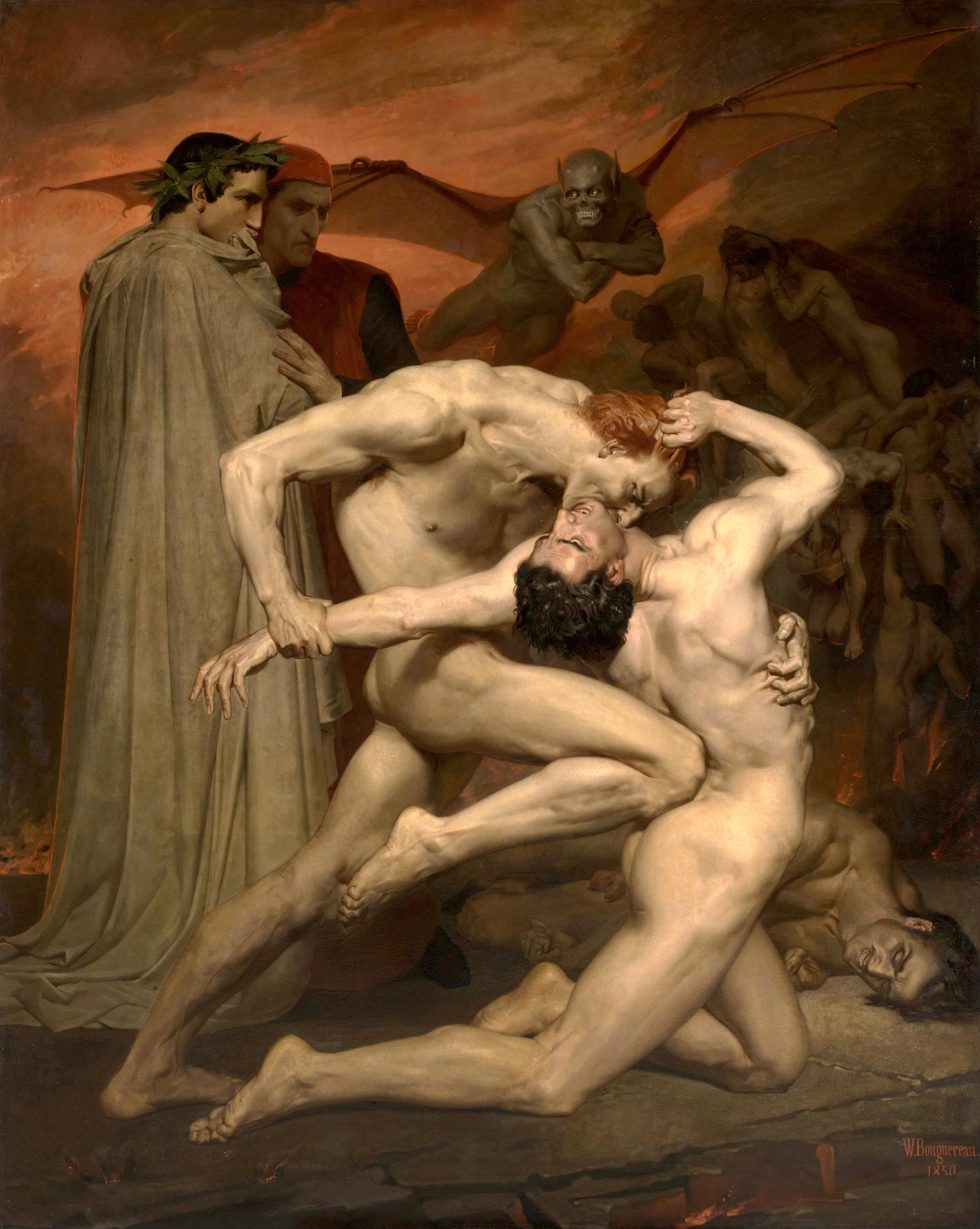
Данте и Вергилий в аду. 1850, Музей Орсе

Находясь в Риме, Бугро рассчитывал посылать свои полотна на Парижский салон. Одной из первых самостоятельных его работ стала большая (281×225 см) картина «Данте и Вергилий в аду», написанная в год прибытия в Рим. По-видимому, исходный замысел возник под влиянием картины Делакруа на аналогичный сюжет. Делакруа, как и Энгра, Бугро причислял к величайшим художникам XIX века. Обосновывая, он утверждал, что первичной в их творчестве была искренность изображения «…того, что они видели и чувствовали, используя соответствующие их идеалу средства, и, особенно, линию». Обращаясь к сюжету из Данте, Бугро ставил чрезвычайно амбициозную задачу, особенно в передаче страстей, которые должны были превзойти Делакруа. Натуралистичность должна была заставить зрителей поверить в жестокость сил, царящих в Аду. Однако сцена вызвала нападки критиков и отвращение публики на Салоне 1850 года.
В Падуе и Ассизи Бугро погрузился в исследование творчества Джотто. По его словам:

«Джотто первым освободил человеческое переживание от какой бы то ни было теологической мотивировки, сделав его самостоятельным предметом художественного изображения».

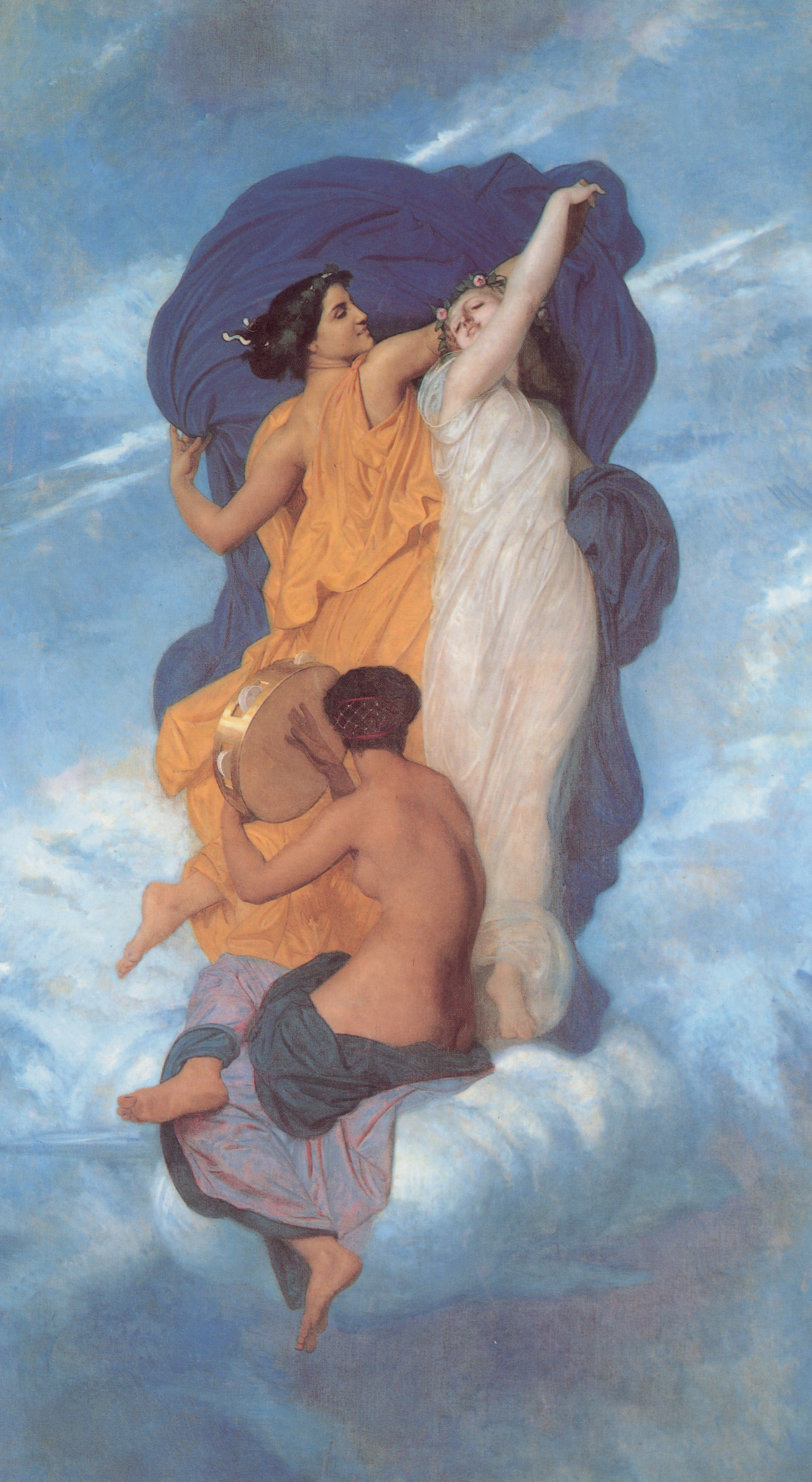
Танец. 1856, Музей Орсе

В искусстве Джотто Бугро прежде всего привлекали жестикуляция и изображения лиц, поскольку он обнаружил глубокую эмоциональную взаимосвязь живописи Проторенессанса с французской галантной живописью XVIII столетия. Это «открытие» определяло деятельность Бугро на всю оставшуюся ему жизнь: он уверовал в силу человеческой привычки, внешне передаваемой жестом. При изображении людей он стал выставлять на первый план подробности и нечаянные движения. Это проявилось в двух картинах 1850 и 1851 годов, одинаково названных «Идиллия». Их сюжеты и манера письма напоминают пасторали стиля рококо.
В Риме Бугро исполнил ряд больших полотен на религиозные сюжеты (в частности, «Триумф мученичества» 1854 года), которыми обратил на себя внимание французских светских и церковных властей. По окончании пенсионерской поездки он получил несколько заказов на оформление церквей: житие св. Людовика для часовни Сен-Кло, жития св. Петра и Павла и Иоанна Крестителя для парижской церкви св. Августина и ряд других. Получил он и ряд заказов на оформление особняков А. Бартолони и Э. Перейры, для первого из которых исполнил «Ариона на морском коньке» и «Вакханку». Эти работы демонстрируют несомненную способность художника к монументальной живописи. Выставленные на Салоне 1857 года работы Бугро вызвали восторженную реакцию Теофиля Готье и были удостоены почётной медали — в первую очередь за оформление особняка Бартолони. Результатом стали заказы императора Наполеона III. Так, в 1857 году Бугро получил официальный заказ на картину «Император, посещающий пострадавших от наводнения в Тарасконе в июне 1856 года» .

## Жанровые работы 1850—1860-х годов

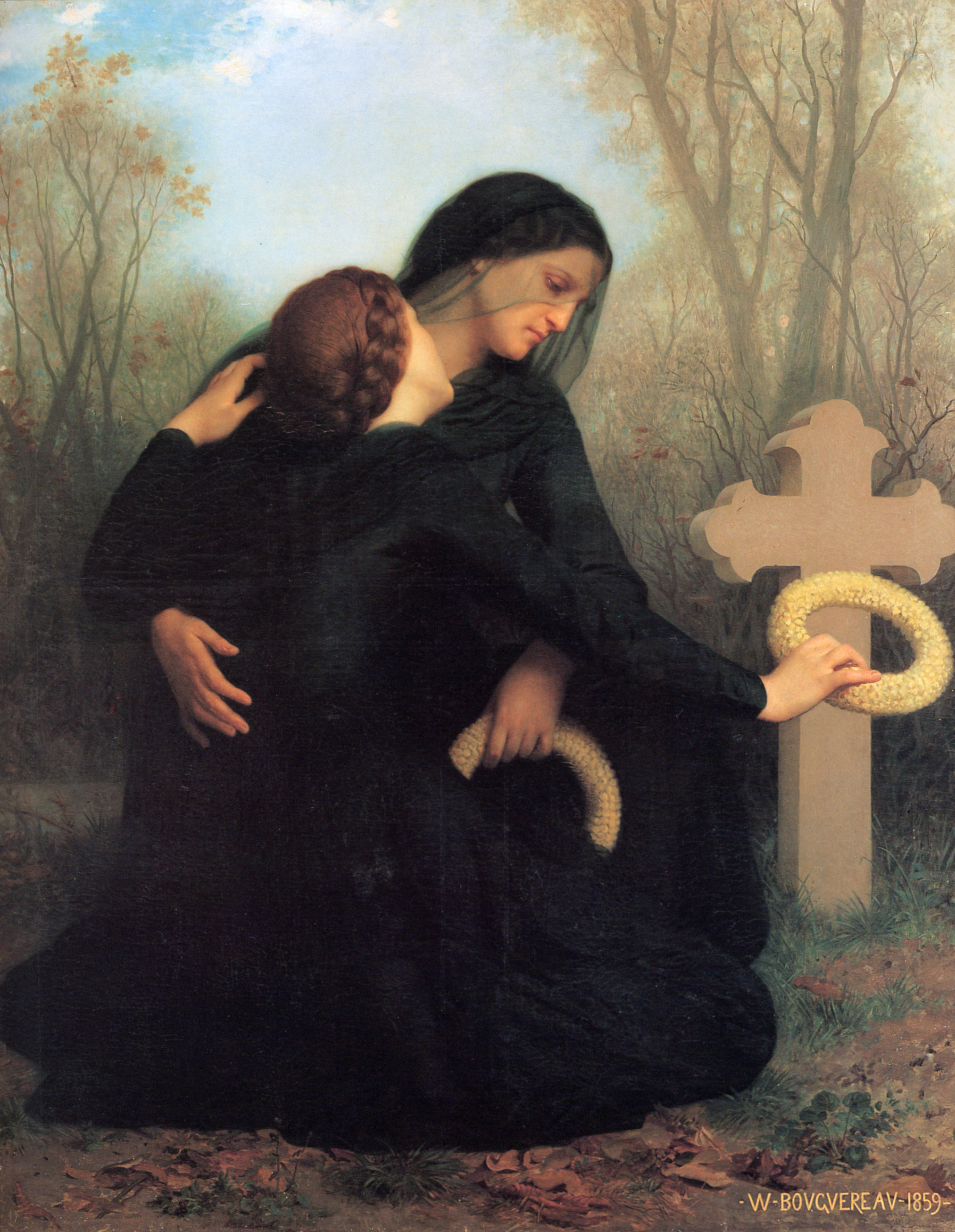
День памяти усопших. 1859, Музей изящных искусств Бордо

Ещё в 1856 году Бугро женился на Мари-Нелли Моншаблон, которая родила в 1857 году дочь Генриетту — первую из их пяти детей. Растущая семья требовала постоянного источника дохода, который обеспечило знакомство со знаменитым торговцем произведениями искусства — Полем Дюран-Рюэлем. В то время спросом пользовались небольшие картины, изображавшие женщин в народных костюмах и разнообразные жанровые сценки, преимущественно, семейные. Такие работы преобладали в собрании самого Дюран-Рюэля, и это открыло новое направление в творчестве Бугро.
Невозможно установить, какое именно впечатление или событие легло в основу картины «День памяти усопших». В тот период жанровые работы Бугро обязательно имели в основе конкретное событие или ассоциацию. Это же касалось и декоративных работ: известное панно «Танец» было в основе своей вольной интерпретацией фрески «Аврора» Гвидо Рени. Существует версия, что источником вдохновения для «Дня памяти» была «Пьета» Микеланджело. Композиция картины сложна, две сплетённые фигуры формируют треугольник, благодаря чему цельная композиция обретает монументальность. По А. Шестимирову, особую выразительность приобретают руки на фоне траурных одежд; оцепенелые пальцы выражают скорбь в не меньшей степени, чем лицо матери.
К началу 1860-х годов относятся идиллии Бугро, ставшие ответом в его полемике с Жаном Милле, который ещё в 1857 году представил на Салоне полотно «Сборщицы колосьев» и продолжил в 1859 году изображать тяжёлый крестьянский труд. Бугро попытался противопоставить идейности искусства Милле сцены семейного счастья. В отличие от реалистов, для Бугро позировали профессиональные натурщицы, что позволяло даже в простонародных декорациях проводить основной принцип академизма — искусство по определению изображает мир прекрасного, а не безобразного, мир гармонии и вечных жизнеутверждающих ценностей.

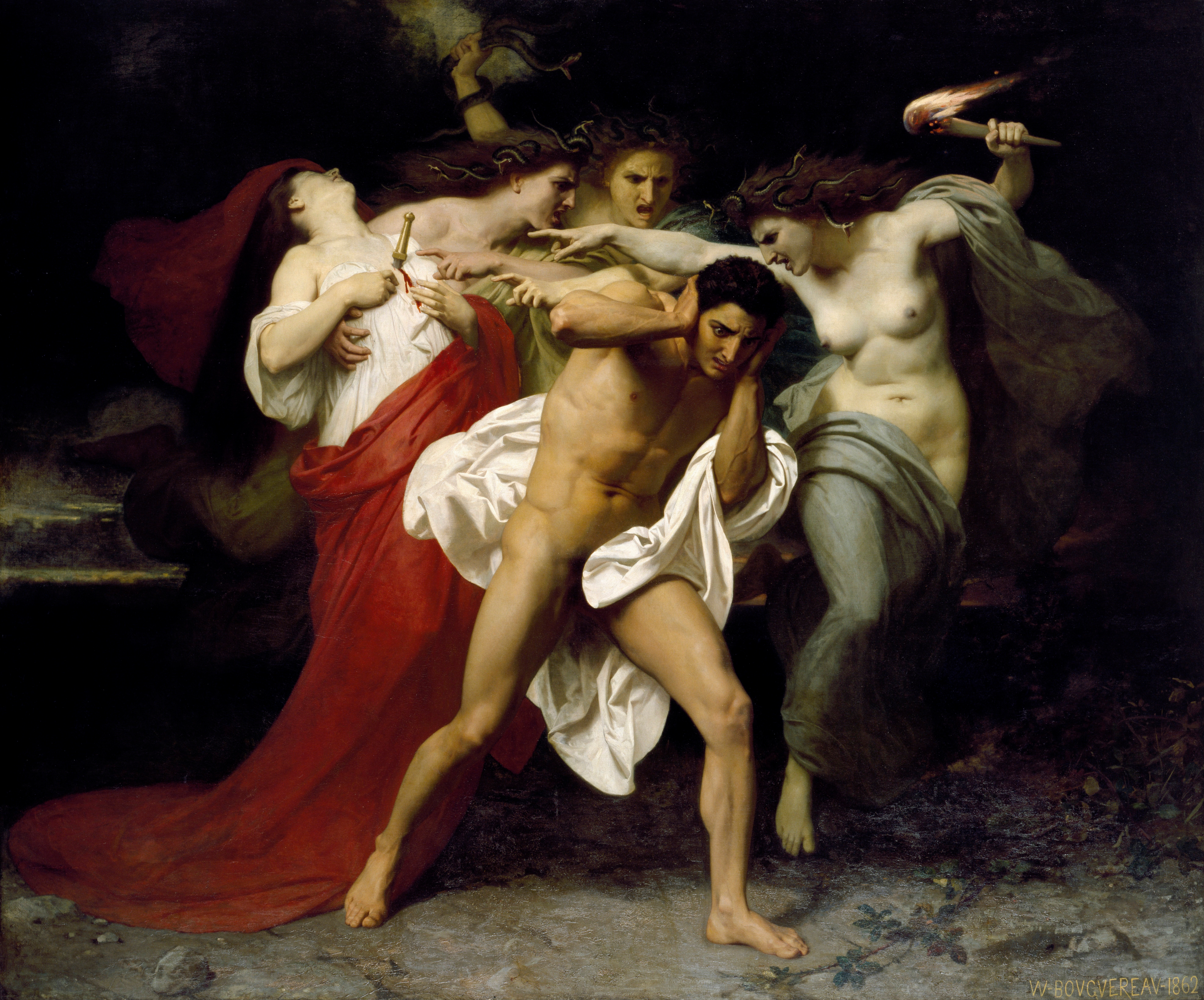
Орест, преследуемый эриниями. 1862, Музей искусств Крайслера, Норфолк (Виргиния)

В 1861 году у супругов Бугро родилась вторая дочь — Жанна, что почти полностью погрузило отца семейства в обустройство дома; в 1862 году Бугро написал только две картины — обе мифологического содержания. Из этих двух работ бо́льшую известность получил «Орест, преследуемый эриниями». Как и в случае с «Данте и Вергилием», художника привлекла тема поединка и ничем не сдерживаемых страстей. Художественное вдохновение на сей раз подпитывалось композицией Микеланджело «Сотворение Адама», во всяком случае, кисть руки эринии с вытянутым указательным пальцем напоминает руку Бога Саваофа. Однако смысл жестов прямо противоположный — ветхозаветный Бог передавал Адаму часть Своей силы, в то время как в античной мифологии эринии отнимали силы у Ореста, одновременно взывая к совести матереубийцы. Несмотря на успех в Салоне, Бугро в течение семи лет не мог продать картину, пока в 1870 году её не приобрёл американский арт-дилер С. Авеги.

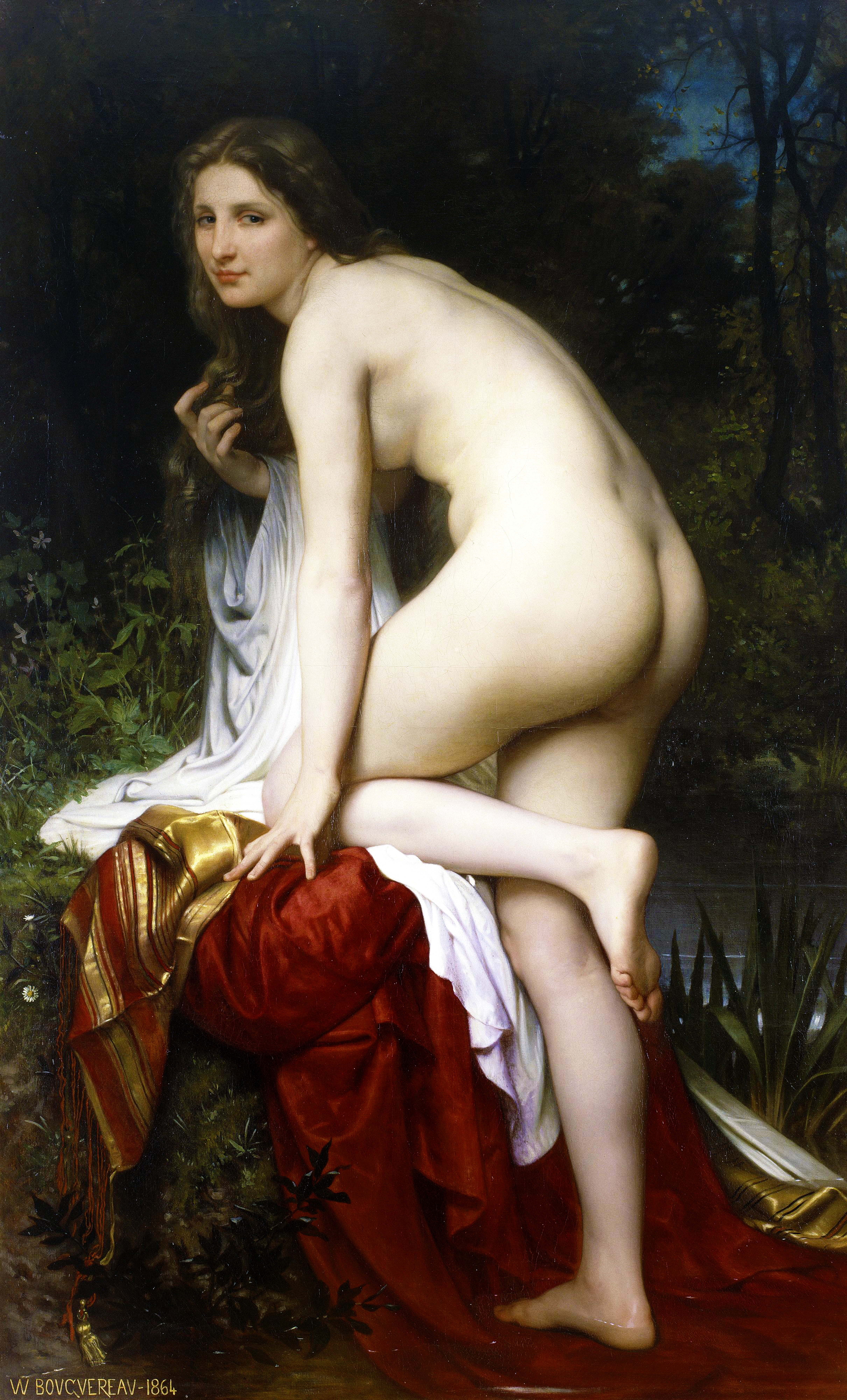
Купальщица. 1864, Музей изящных искусств (Гент)

В 1864 году Бугро впервые представил публике свою работу в жанре ню, — это была «Купальщица». Откровенно эротическая композиция, по-видимому, появилась под впечатлением от Салона 1863 года, где были в изобилии представлены работы такого рода, среди которых выделялось «Рождение Венеры» Кабанеля, немедленно купленная императором. Несмотря на восторженные отзывы критиков того времени, А. Шестимиров заметил, что Венера Кабанеля была написана в мастерской, а затем помещена в морской пейзаж, причём поверхность моря более всего напоминает «ровную и гладкую мостовую». Бугро в своей работе обратился к теоретическим открытиям мастеров Ренессанса, в первую очередь — Леона Баттиста Альберти, который советовал живописцам строго соблюдать светотеневые градации, избегая резкости контуров. В результате, при всей условности пейзажа на заднем плане, Бугро удалось добиться единства женской фигуры с окружающей средой.
Эстетику этой и подобных ей ню Бугро обрисовал Теодор Драйзер в автобиографическом романе «Гений»:

Излюбленными образами Бугро были не жеманные, миниатюрные, хрупкие существа, лишённые силы и страсти, а прекрасные полнокровные женщины, со сладострастными линиями шеи, рук, груди, бёдер и ног, женщины, созданные для того, чтобы зажечь лихорадочный огонь в крови молодого мужчины. Художник, несомненно, понимал и знал страсть, любил форму, чувственность, красоту…

## Тема материнства
В 1860-е годы Бугро обратился к теме материнства, что, по-видимому, произошло под влиянием Милле. Однако образы Бугро принципиально отличались по трактовке темы и художественному её решению. Во-первых, обобщённости образов Милле Бугро противопоставил максимально подробное изображение лиц, показывая достоинство и индивидуальные черты персонажей. В картинах Бугро не встречаются атрибуты тяжёлого труда, и как обычно для академического искусства, форма превалировала над содержанием. Метод работы сложился не сразу, художник изначально использовал для идиллий классические формы и не сразу осознал возможности изображения непринуждённой обстановки. Если Милле ставил своих моделей в нужную ему позу, то Бугро, работая с женщинами и маленькими детьми, позволял им играть, ссориться, кувыркаться и т. д. В удачные, по его мнению, моменты он зарисовывал движения, каждый раз пытаясь запечатлеть мимолётное: откровенность взгляда и жеста, подсознательные порывы. Естественность сюжета обеспечивала его занимательность и ценилась покупателями.
Первая картина на тему материнства — «Мать с ребёнком» — была закончена в 1861 году. За основу композиции было взято каноническое изображение Мадонны как его трактовали ренессансные мастера, в частности, как у Рафаэля, мать изображена вполоборота. В моделях Бугро всегда подчёркивал правильность черт лица и достоинства фигуры. Помимо матерей, Бугро охотно изображал старших сестёр, например, в одноимённой картине «Старшая сестра» (1869) художник попытался воссоздать психологический портрет не по-детски серьёзной девочки, которой довелось присматривать за маленьким ребёнком. Позировали ему собственные дети — старшая дочь Генриетта и сын-младенец Поль. В картине 1868 года «Пастораль» Бугро, не удовлетворённый возможностями классической композиции, попытался найти другие выразительные средства, обратившись к античности. В результате семейная сцена (мать танцует с детьми под аккомпанемент её младшей сестры, за ними наблюдает отец с бородой) получилась динамичной, но автора не удовлетворила, потому что с годами он стал стремиться показать настоящую реальность, в которой был бы только сторонним наблюдателем.
Реализовать эти замыслы Бугро удалось в 1869 году, когда он написал несколько картин (в том числе «Гроздь винограда» и «Материнский восторг»), которые отличаются свободной композицией, их героини, всецело поглощённые своими детьми, не смотрят на зрителя. И в дальнейшем Бугро неоднократно возвращался к теме материнства и нежности родственных отношений. Иногда этот жанр скрещивался с изображениями бедных и обездоленных людей, в том числе цыган.

Тема материнства в пасторалях Бугро
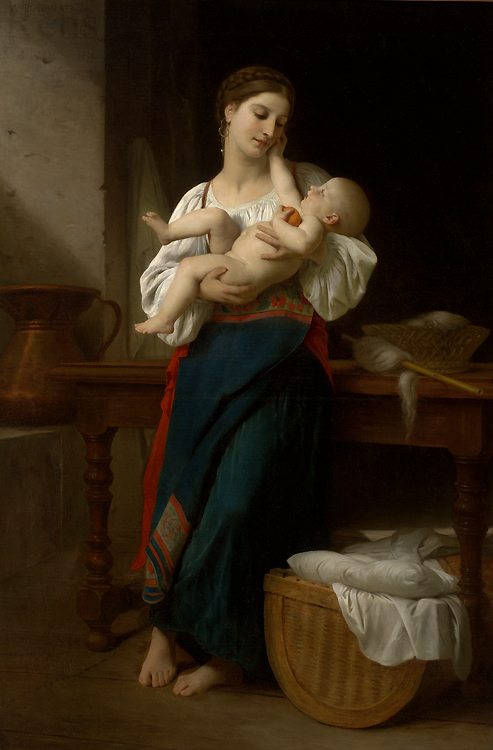
Первая нежность 1866, Национальный фонд сохранения исторического наследия
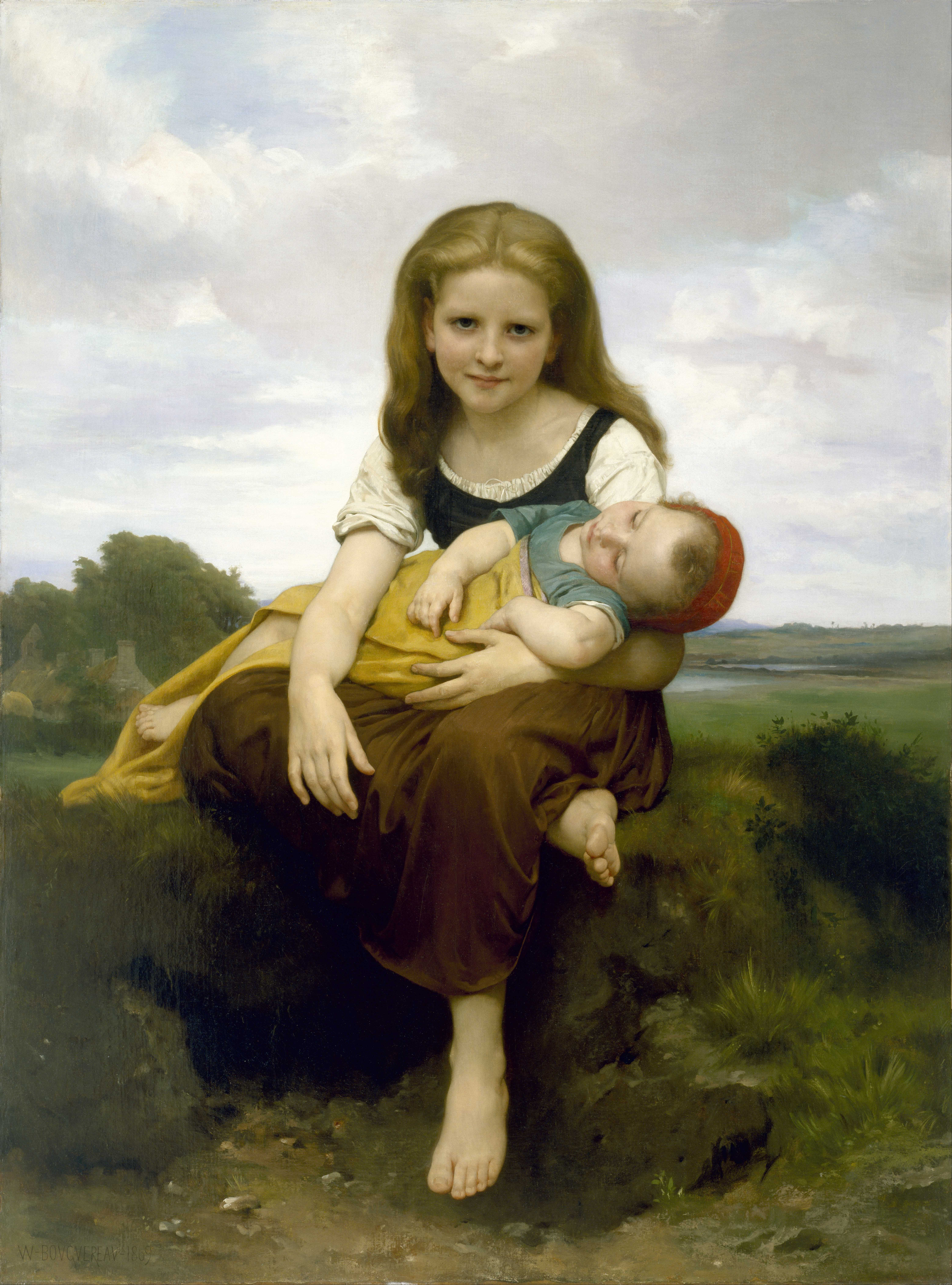
Старшая сестра 1869, Музей изящных искусств (Хьюстон)
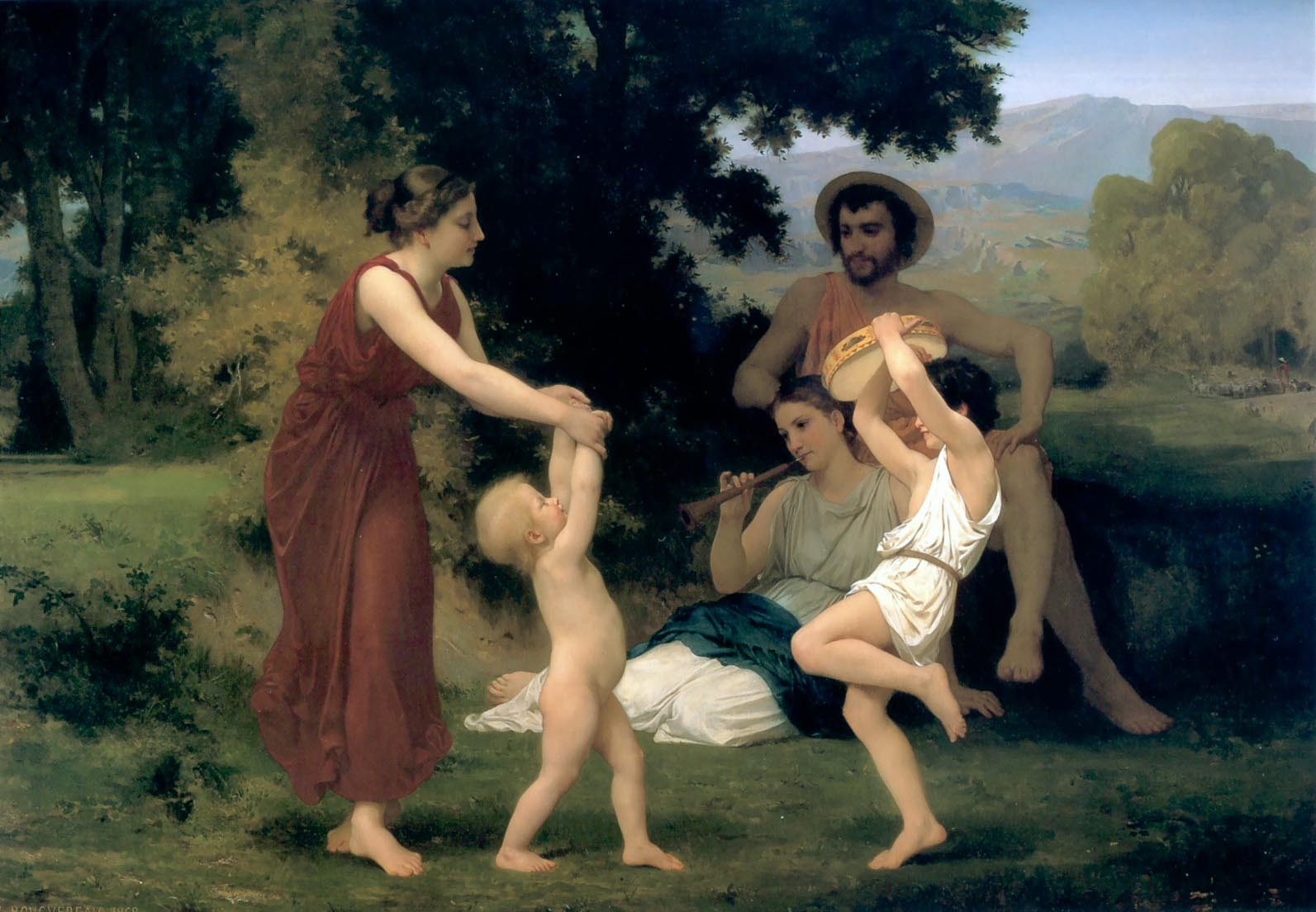
Пастораль 1868, США, частное собрание
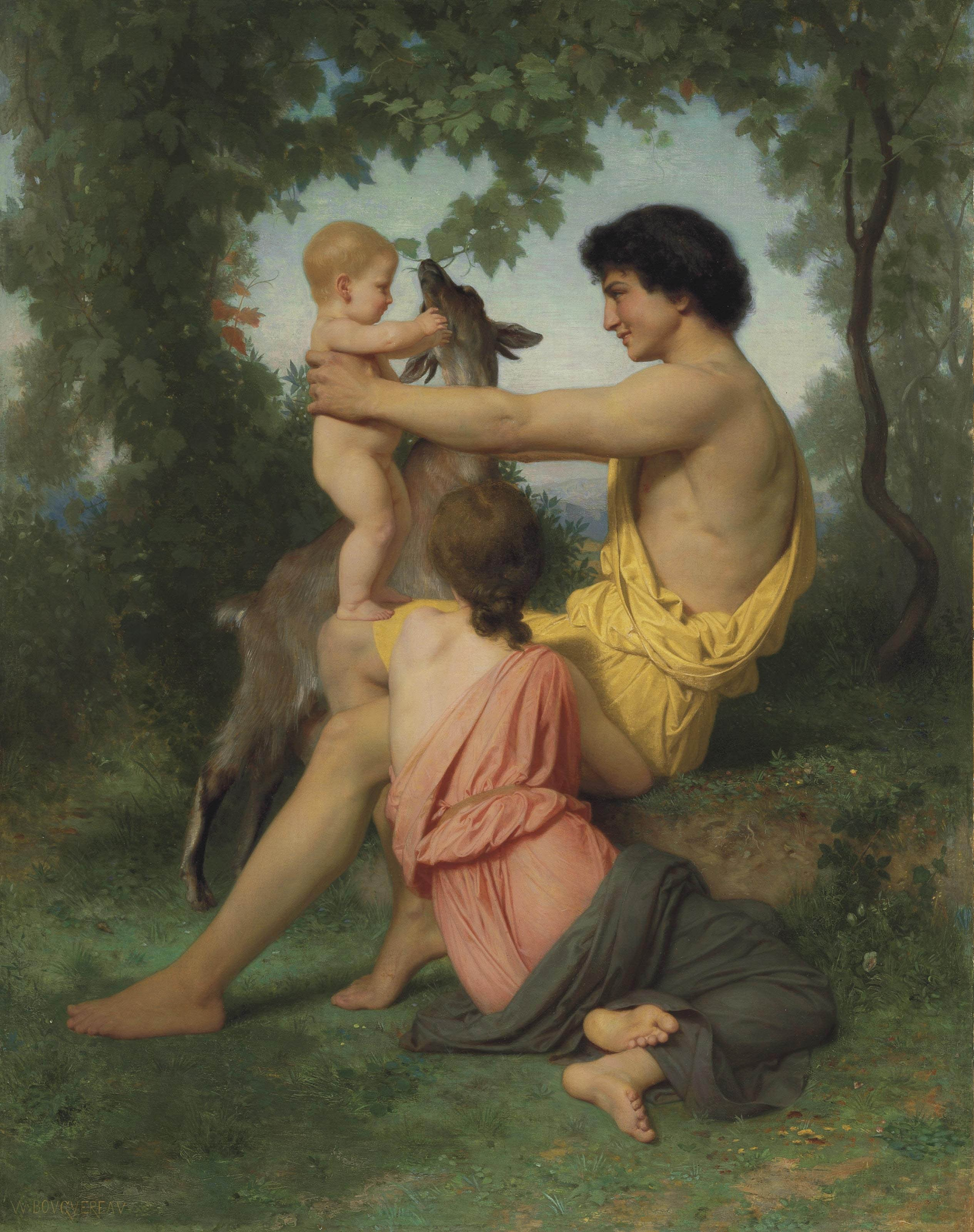
Идиллия в античном семействе 1860?, США, частное собрание

В 1866 году, когда Бугро работал над росписью церкви св. Августина, скончалась его вторая дочь Джейн. Художник откликнулся несколькими картинами на тему скорби, в том числе «Молитвой», где молодая мать и её дочь, держащие вдвоём одну свечу, молятся за здравие больного ребёнка. Картина вновь напоминает о мастерах Ренессанса. В нескольких девичьих портретах и изображениях цыганок 1867 года показаны слёзы. Чтобы отвлечься, в конце 1860-х годов Бугро много путешествовал, посетил Швейцарию и Бельгию; из французских провинций он чаще всего выезжал в Бретань. Доходы позволили ему в 1868 году построить большой дом со студией в артистическом квартале Монпарнас, рядом жили и работали Эмиль Дюран, Роза Бонёр и Джеймс Уистлер.

## Жанровые и академические работы 1870—1880-х годов

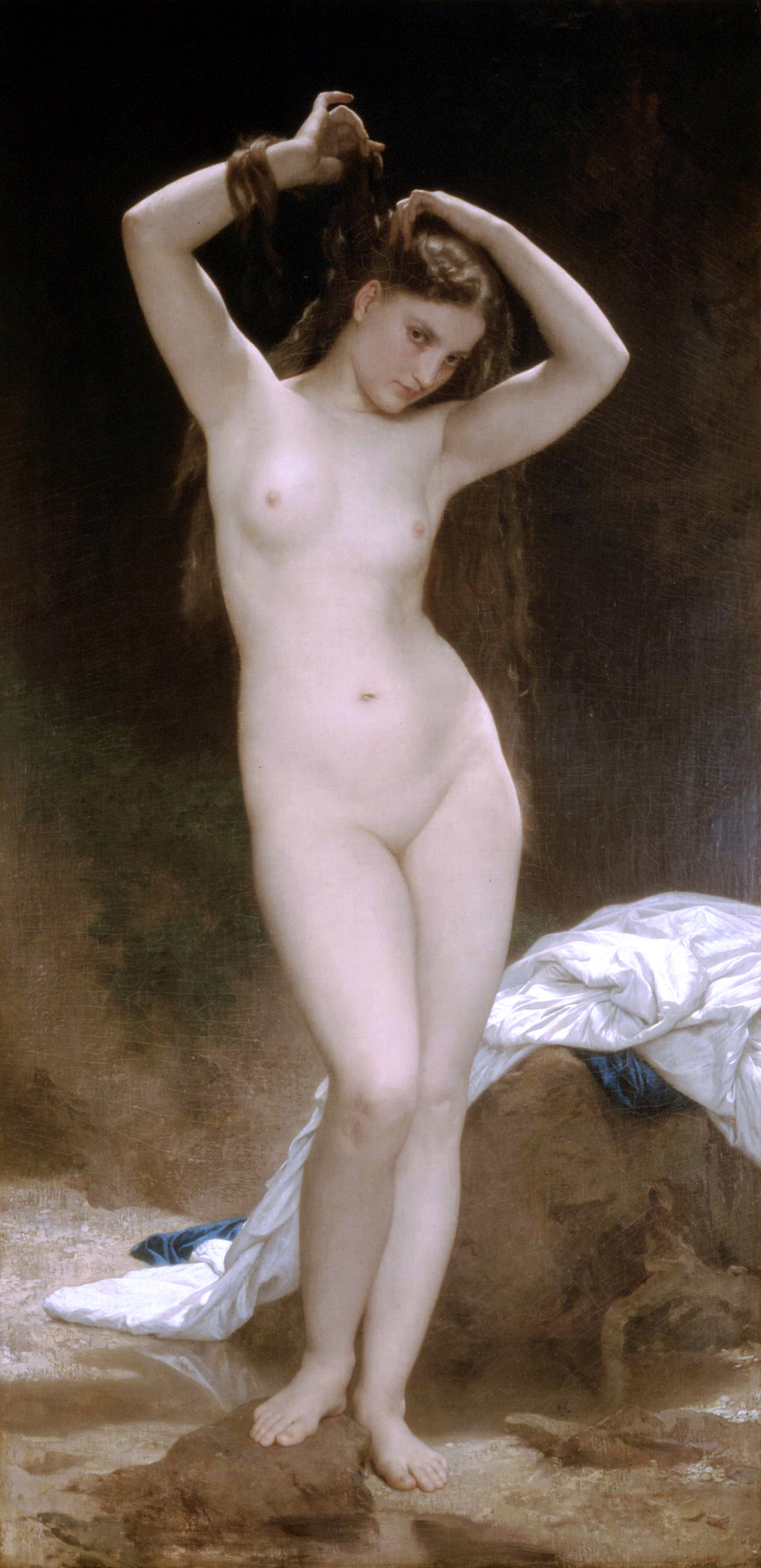
Купальщица. 1870, Фонд Галы и Сальвадора Дали

С началом Франко-прусской войны Бугро эвакуировал семью в Бретань, но сам остался в Париже. Во время осады города он вступил в Национальную гвардию рядовым; после провозглашения Парижской коммуны, он, однако, бежал в Ла-Рошель, где воссоединился с семьёй. В столицу семья возвратилась только в сентябре 1871 года. Неудивительно, что в Салоне 1870 года он представил единственную работу — это была «Купальщица», воспроизводившая известную античную статую Венеры Анадиомены. Эта картина открыла большую серию работ в жанре ню, который стал для Бугро в 1870-е годы определяющим.
Этапной стала картина 1873 года «Нимфы и сатир». Огромное полотно (260×180 см) не являлось иллюстрацией какого-либо отдельного сюжета античной литературы и мифологии, сюжет его был фантазией на тему обольщения. Вероятно, в такой форме проявлялся компромисс между творческими устремлениями художника и запросами публики. Анализируя причины неуспеха в Салоне «Данте и Вергилия» и «Ореста, преследуемого эриниями», Бугро писал:

Я… понял, что картины с ужасными, дикими, героическими сюжетами плохо покупались, потому что публика предпочитала венер и амуров.
Иными словами, происходил кризис академического жанра: традиционно в Школе изящных искусств и Академии декларировалось, что высшим жанром искусства является историческая и аллегорическая живопись, в то время как публика, посещающая Салон, привыкла к обнажённой натуре и ценила безупречное изображение женской красоты. Тем не менее, Бугро остался верен себе, и показал обольщение сатира одновременно как танец и борьбу. Трактовка обольщения именно как эротического танца в дальнейшем стала постоянным сюжетом живописи Бугро. Ярким примером является полотно «Флора и Зефир», возможно, созданное по мотивам балета Дидло на музыку Кавоса; обольщение здесь трактовалось как динамичный и решительный натиск, причём полуобнажённая Флора с наклонённой головой «придаёт картине чувственную занимательность».
Картина «Возвращение со сбора урожая», по-видимому, тесно связана с иконографией бегства в Египет, однако в её композиции используется мотив танца. Возможно, сюжет картины связан и с вакхическими празднествами. Этот сюжет в дальнейшем был развит в многофигурной картине 1884 года «Юность Вакха».

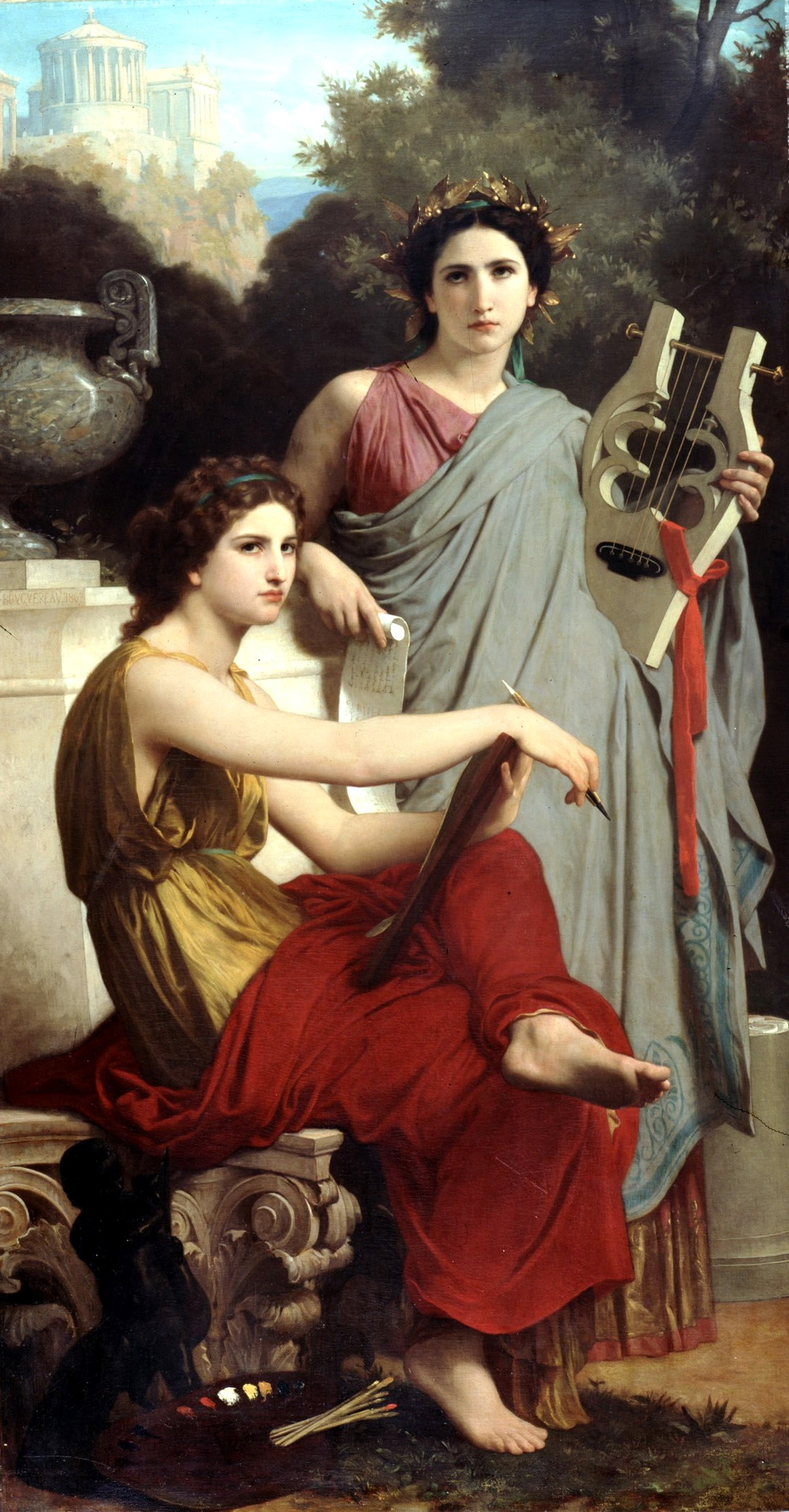
Искусство и литература. 1867, Музей искусств Арно, Нью-Йорк

Не отказывался Бугро и от начатой в предшествующие годы крестьянской темы. Теперь она истолковывалась в духе сентиментализма Грёза. Крестьянкам Бугро характерны собственное достоинство; в отличие от моделей Милле, они не вызывают жалости, не свойственна им и интеллектуальная убогость. Отказ Бугро от обобщённости образов и сцен тяжёлого труда был принципиальной позицией художника: зрители Салона хотели видеть образы, знакомые им по картинам и пьесам пасторального жанра («Пастушка»). К крестьянской теме периодически Бугро возвращался до конца жизни; таким работам свойственна известная повторяемость сюжетов, однако все они отличаются тонким мастерством в изображении лиц, рук, ног, ступней и фактуры кожи.
Бугро продолжал работать в традиционных для академического направления жанрах исторической и аллегорической живописи. Ярким примером является его картина «Искусство и литература». Парная композиция в человеческий рост (формат картины 200×108 см) отличается почти фотографической точностью письма, причём использованы яркие цвета, не слишком характерные для манеры художника.
Середина и вторая половина 1870-х годов оказались для Бугро тяжелейшими в эмоциональном плане — произошла череда утрат в его семье. В 1875 году в возрасте 16 лет заболел и умер старший сын Бугро — Жорж. В октябре 1876 года родился третий сын — Морис; однако 40-летняя жена художника скончалась в начале апреля 1877 года от осложнений после родов. Младенец-сын умер в июне того же года. Состояние, в котором пребывал художник, подтолкнуло его к религиозной живописи. Одной из самых проникновенных религиозных картин в его творчестве стала «Пьета», основанная на скульптурной группе Микеланджело из Собора св. Петра в Риме. Он не стал развивать ренессансную традицию изображать Богоматерь на фоне града Иерусалима; окружив Деву Марию ангелами, художник подчёркивал, что смерть Христа была глубочайшей личной катастрофой. После смерти жены Бугро написал «Богоматерь Утешение», в которой показал Марию посредником между горем матери, переживавшей смерть младенца, и Небесами. Тему этой картины художник впоследствии использовал во многих своих произведениях, вводя элементы, почерпнутые из живописи Возрождения. Так, в «Милосердии» 1878 года он изобразил опрокинутый кувшин, полный золотых и серебряных монет, попираемый левой ногой матери, подчёркивая, что дети дороже денег. Книги, на которые опирается мальчик, выражают желание матери дать детям образование. Несложные аллегории впоследствии привели к серьёзным творческим исканиям Бугро. Известный американский искусствовед того времени — Эрл Шинн (1838—1886), — писал о «Милосердии»:

Бугро часто упрекают за ровность и полировку письма для достижения гладкости законченной картины, что превращает совершенствование в недостаток. Но для этой темы алмазная гладкость поверхности помогает впечатлению: «Милосердие» кажется неуязвимым, каким оно и должно быть.

Религиозные и аллегорические картины Бугро
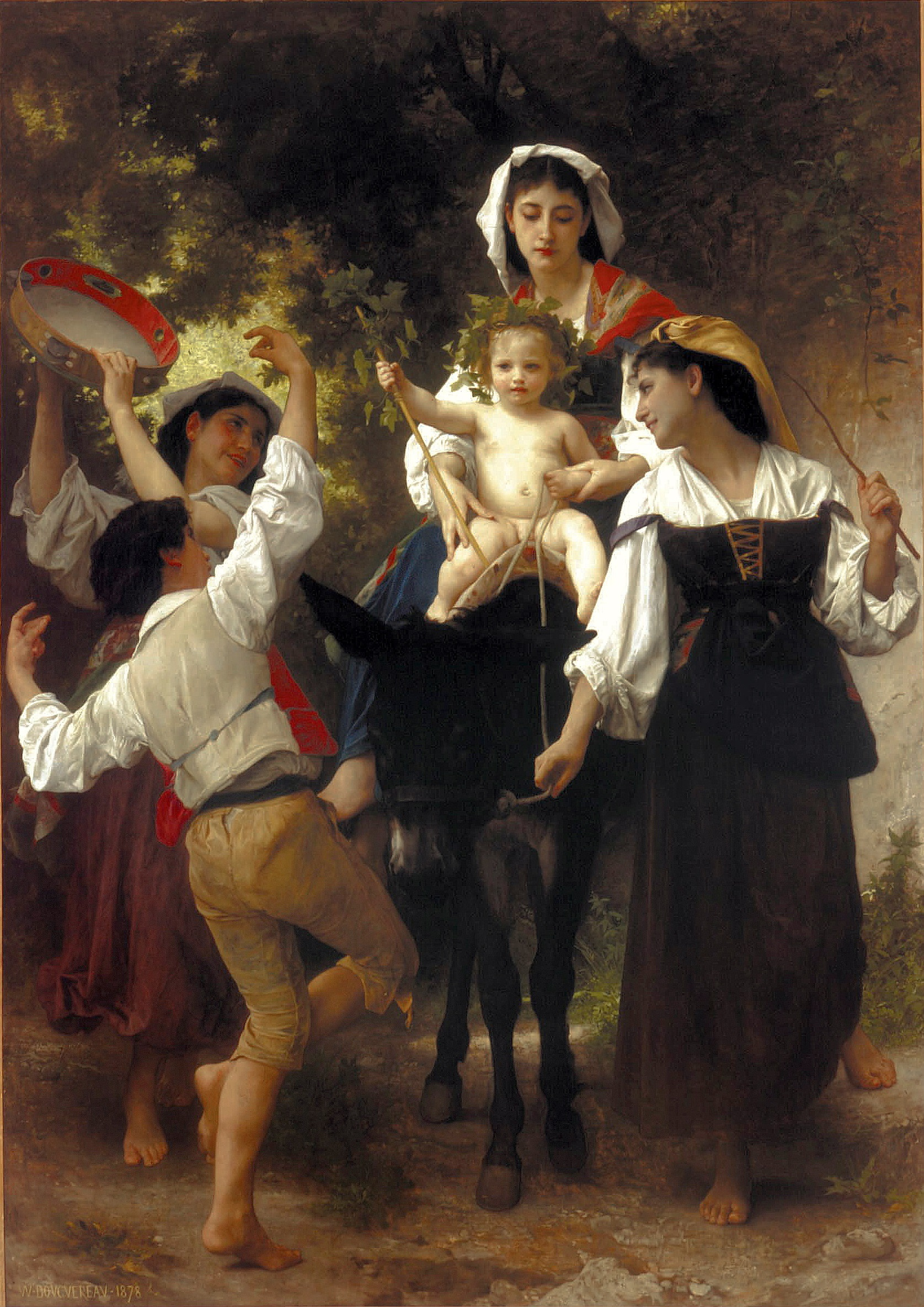
Возвращение со сбора урожая 1878, Музей искусств Каммера, Джэксонвилл
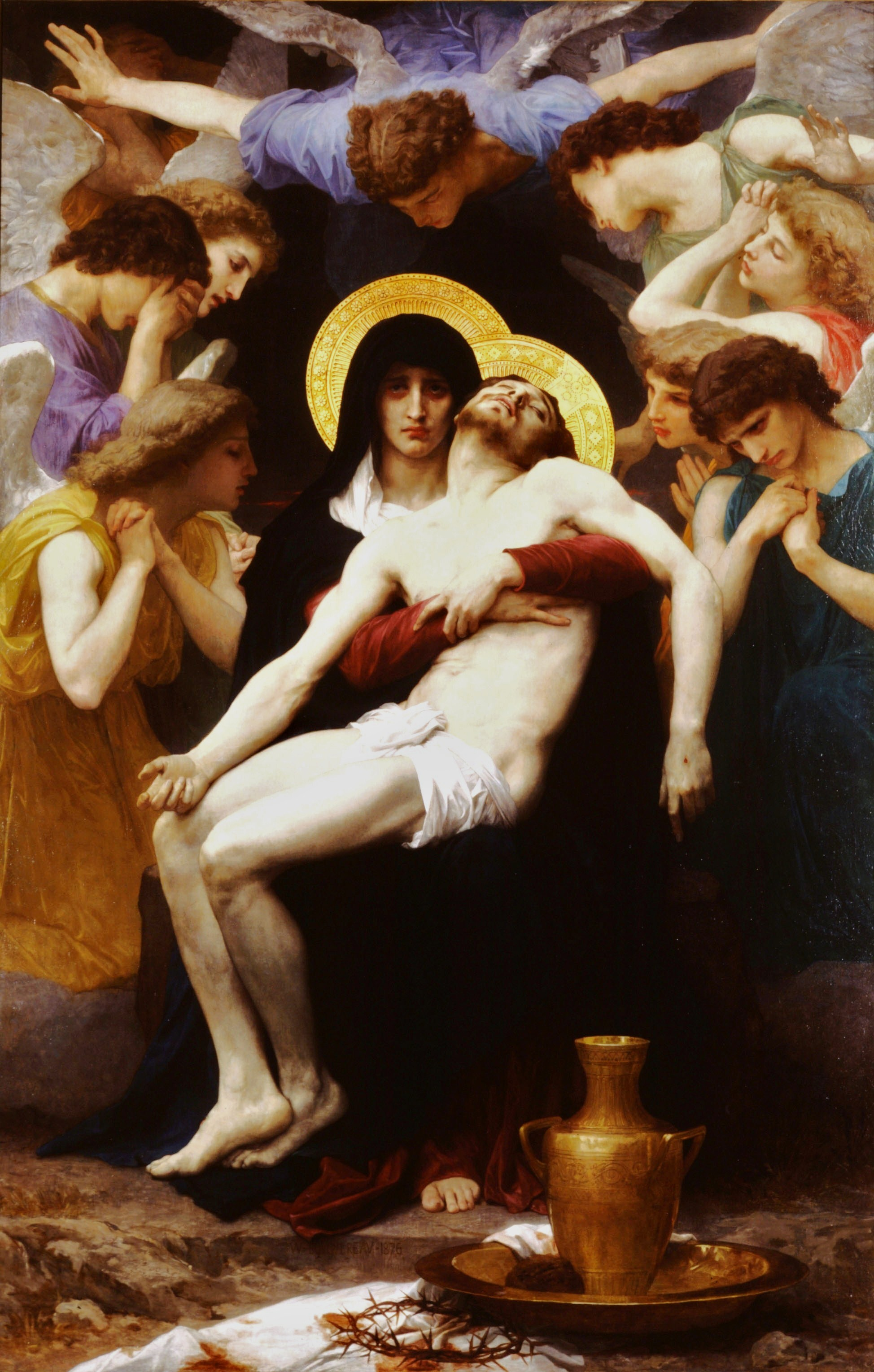
Пьета 1876, Монреаль, Музей искусств
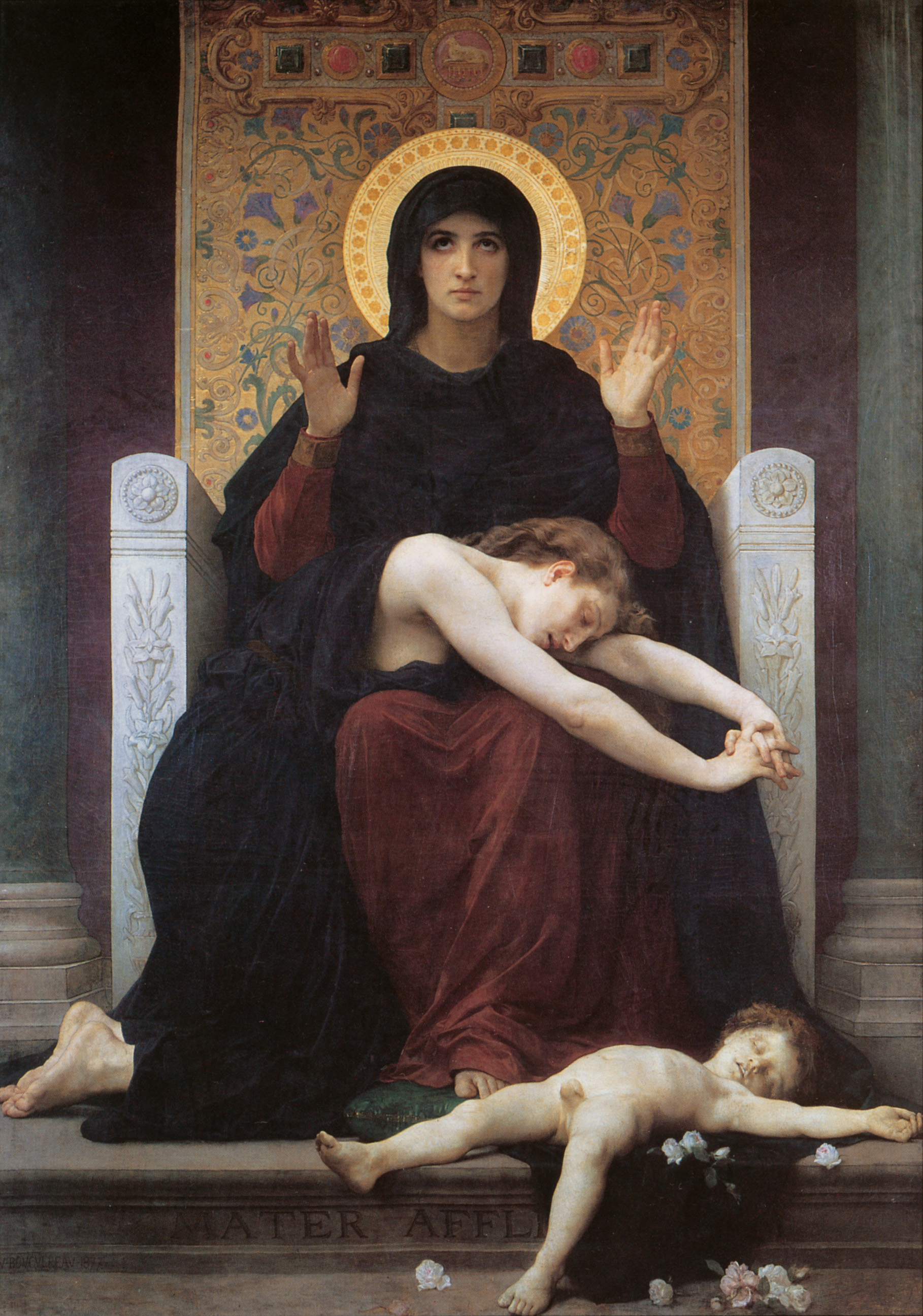
Богоматерь Утешение 1877, Страсбург, Музей изящных искусств
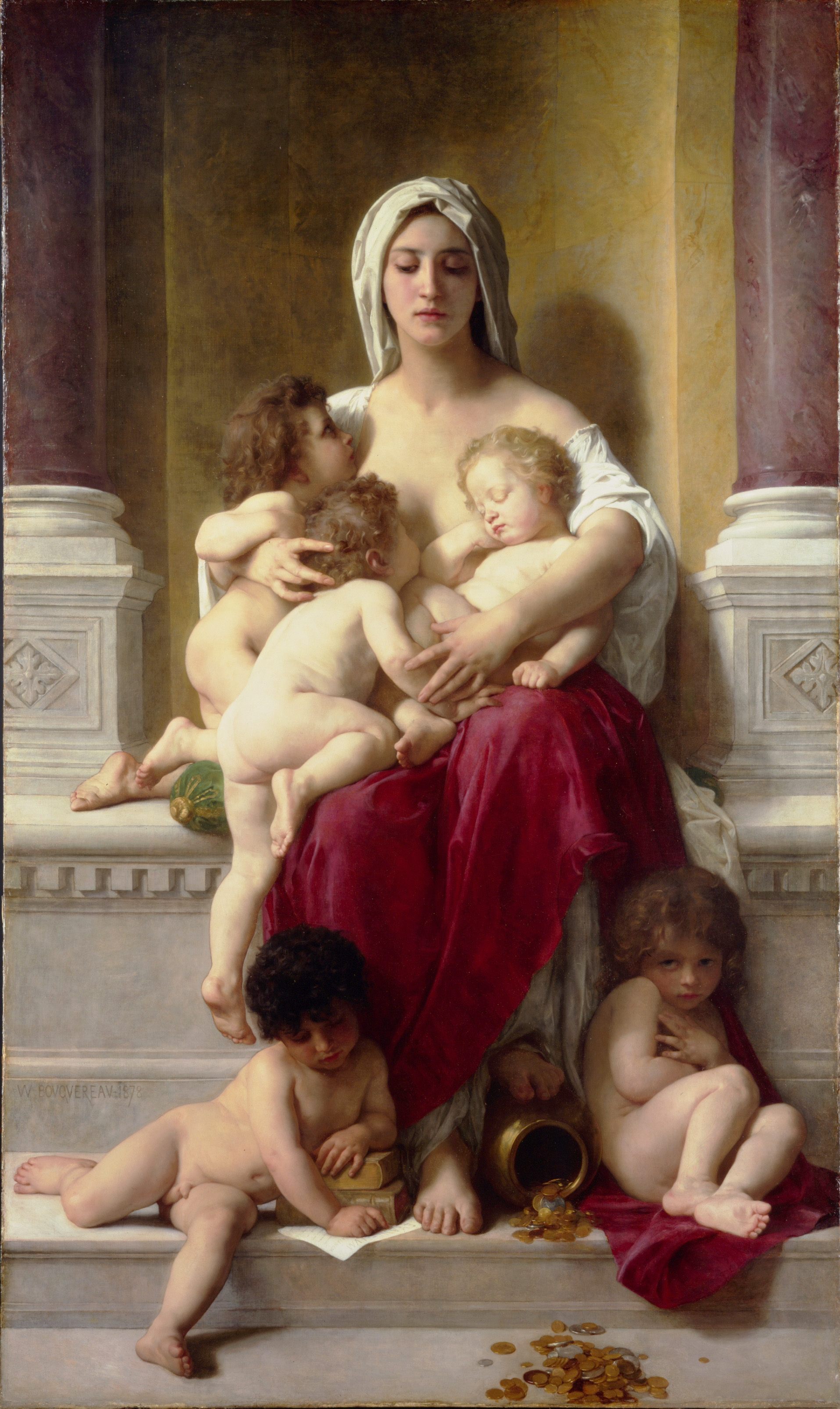
Милосердие 1878, Колледж искусств Смита, Массачусетс

## Бугро и жанр ню

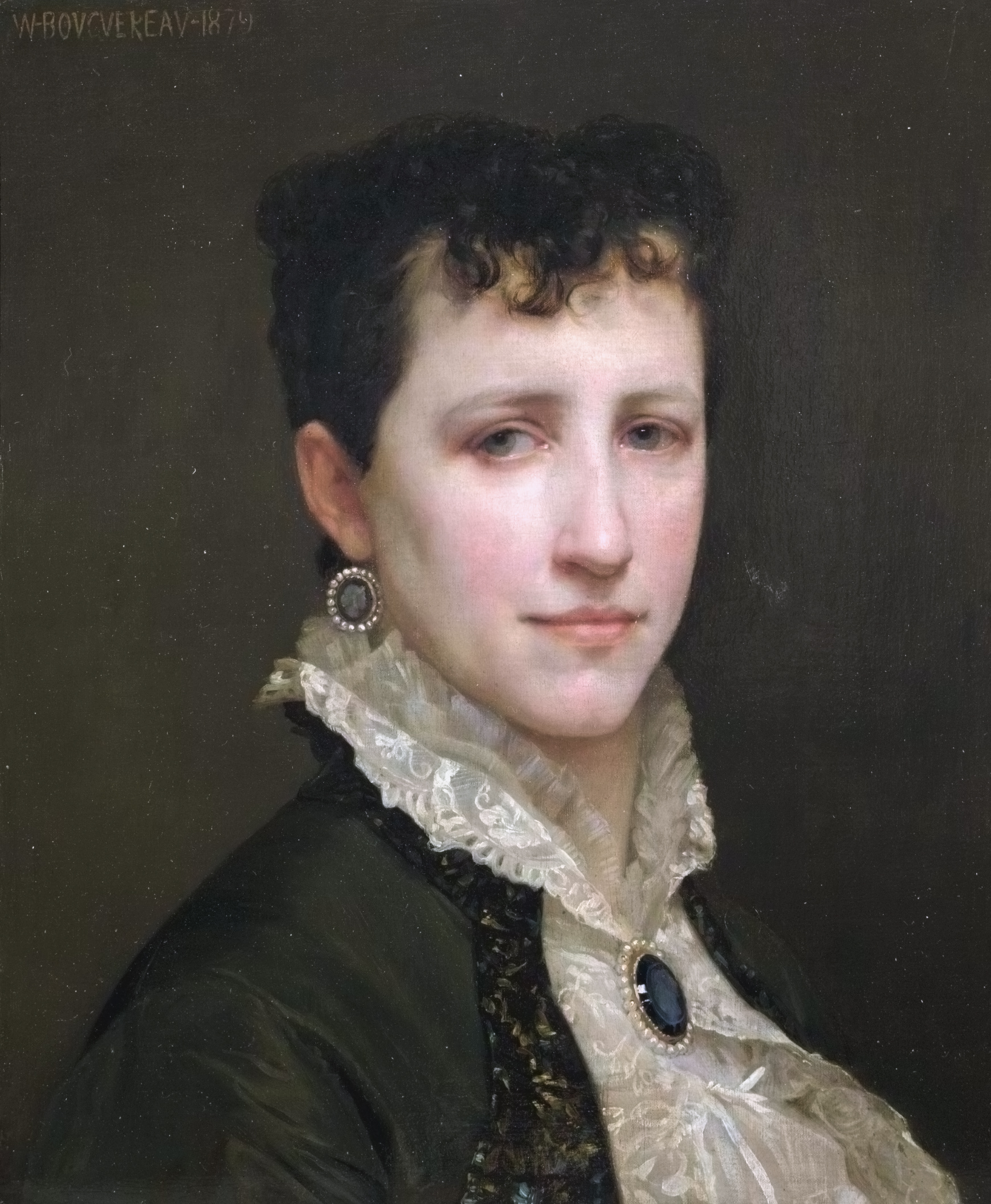
Элизабет Гарднер — вторая жена художника. 1879, США, коллекция Фреда и Шерри Росс

С 1875 года Бугро начал преподавать в частной Академии Жюлиана. Среди тех, кто приходил на занятия в его мастерскую в разные годы, были Анри Матисс, Отон Фриз, Эдмунд Тулль, Гюстав Жаке, Поль Шабас, Эмили Дежё, Пьер Огюст Кот, Альберт Линч, Петер Мёнстед, Хосе Хулио де Соуза Пинту, Насреддин Дине, Джордж Клаузен. В 1876 году художник был избран пожизненным членом Академии изящных искусств, а спустя шесть месяцев удостоился звания офицера Ордена Почётного легиона. В декабре 1877 года Бугро познакомился с американкой Элизабет Джейн Гарднер, которая стала его первой ученицей и возлюбленной. Браку противились старшая дочь художника и его мать, однако Вильям и Элизабет тайно обвенчались в мае 1879 года. Официально они смогли объявить о браке только в 1896 году.
В том же 1879 году Бугро принялся за большое полотно на тему «Рождения Венеры». Выбор темы, возможно, объяснялся соперничеством с Кабанелем, чья картина долгие годы считалась эталоном академической живописи. Для Бугро вообще было характерно чувство соперничества и желание превзойти кого-либо из современников, как было в случае с Милле.

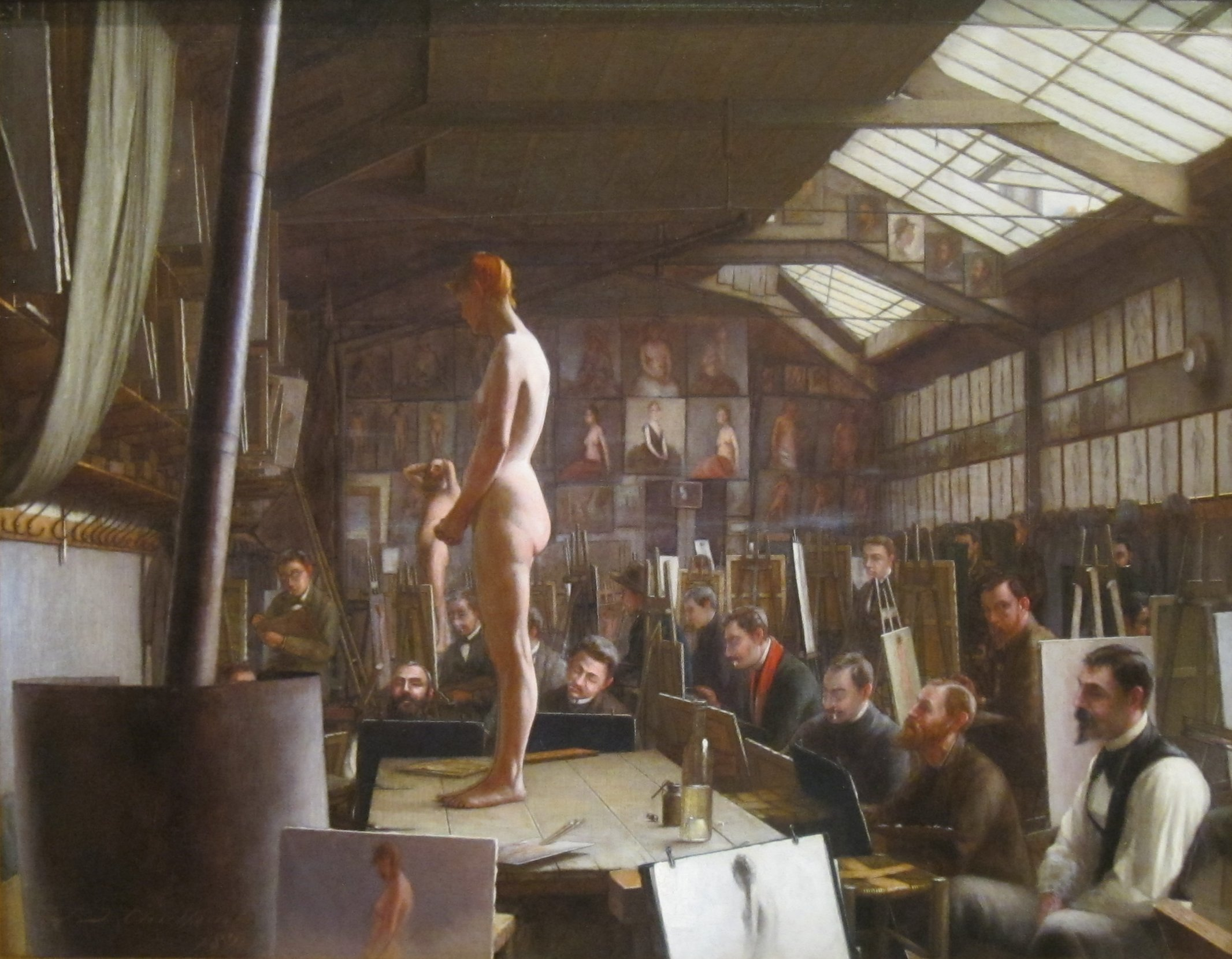
Джефферсон Дэвид Чалфэн. Мастерская Бугро в Академии Жюлиана. 1891, Мемориальный музей де Янга, Сан-Франциско

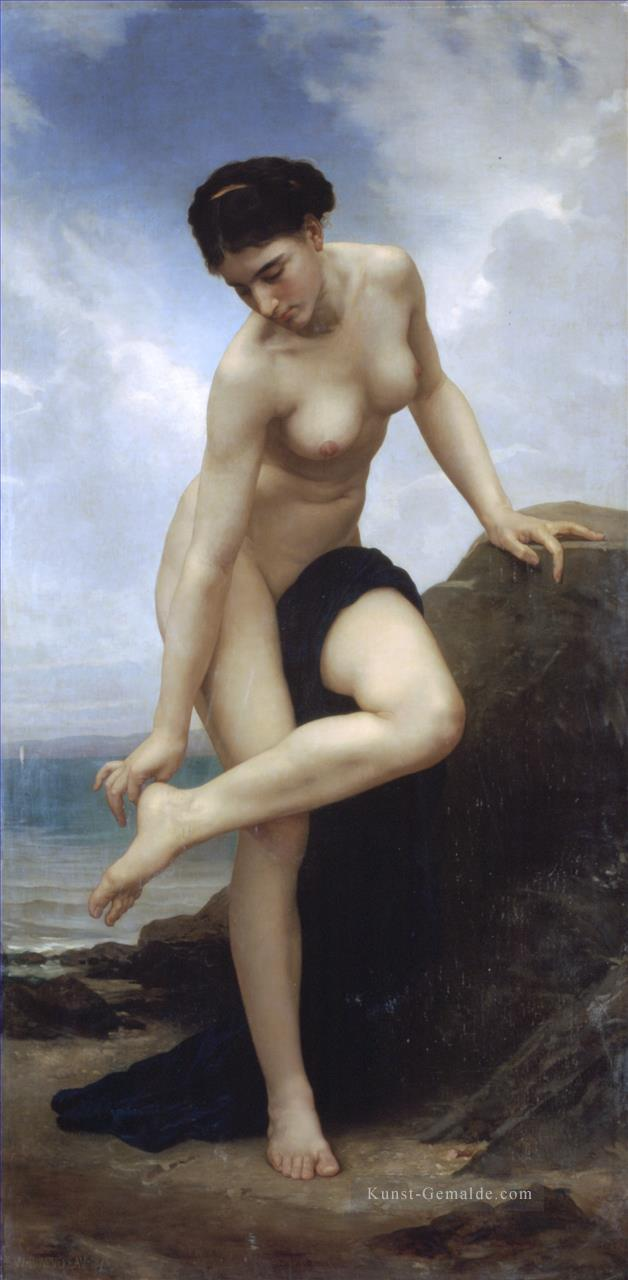
После купания, 1875, Фонд Галы и Сальвадора Дали

«Рождение Венеры» по манере письма и образов ближе не к эпохе Ренессанса, а, скорее, к рококо и творчеству Франсуа Буше. В изображении обнажённой натуры Бугро руководствовался достижениями Энгра, «населив» картину множеством мифологических персонажей, причём тела путти едва прописаны, а расплывчатость контуров наводит на мысль об их бесплотности. Бугро, в отличие от Боттичелли и Кабанеля, отказался от изображения линии горизонта и окружил фигуры сверхъестественным белым светом, который связан с идеей божественного очищения. Картина была прохладно встречена критикой: так, Гюисманс писал, что Бугро «изобрёл газированную живопись», это отношение практически не изменилось за последующие десятилетия. С «Рождения Венеры» Бугро начал последовательное написание полотен, изображающих обнажённую натуру. К этому жанру он обращался время от времени ещё с 1860-х годов, но теперь эротическая живопись пользовалась большим спросом. В общей сложности около десяти процентов всех картин Бугро изображают обнажённую натуру. В 1880 году была написана «Девушка, защищающаяся от Эрота», героиня картины пытается уберечь свою девственность от стрелы Эрота, но изображённый у подножья камня чертополох (символ неминуемых потерь при борьбе) намекает, что ей этого не удастся. Дополнением к этому сюжету выступила картина «Первый поцелуй (Амур и Психея в детстве)», герои которой были помещены в облака, чтобы возвысить их чувства в буквальном смысле. Сюжет картины был основан на литературном источнике, но это была не сказка из романа Апулея, а поэма Лафонтена «Любовь Психеи и Купидона». Завершением этой темы стала в 1895 году картина «Похищение Психеи».

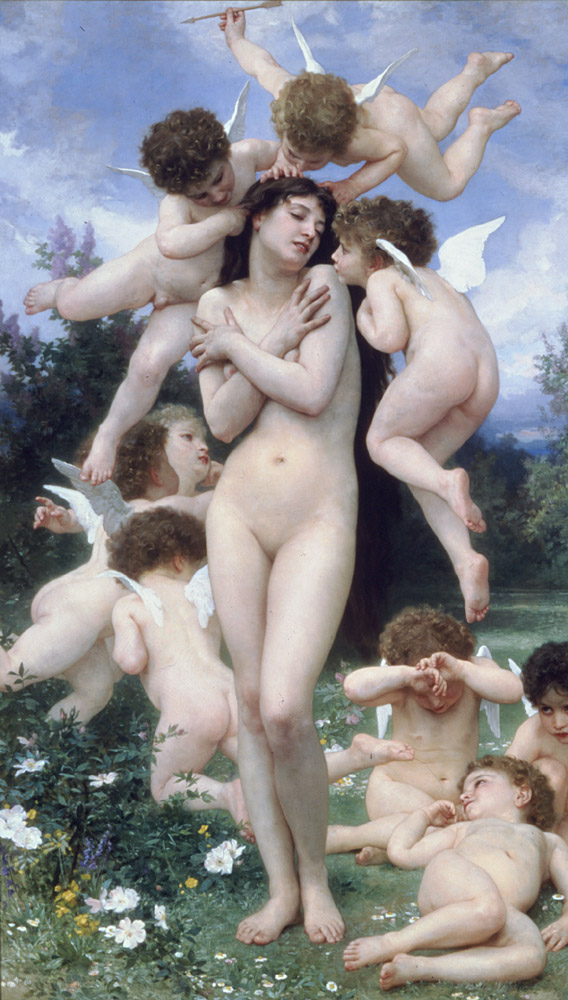
Возвращение весны. 1886, Музей искусств Джослина, Омаха

В начале 1880-х годов Бугро написал серию аллегорий, посвящённых временам суток, в которой добился гармоничного сочетания чувственности и лиризма. Они послужили переходом к картинам, которые были вовсе лишены мифологического обрамления или аллегорических ассоциаций. В 1884 году в такой манере были написаны «Сидящая обнажённая» и «Купальщицы». В этих работах Бугро показывал очарование женского тела взятого самого по себе; впрочем, встречаются мнения, что эти фигуры должны были исполнять роль наглядного пособия для обучения студентов. В лекции, прочитанной в 1885 году в Институте Франции, Вильям Бугро, между прочим, заявил:

Старинное искусство показывает, какой неистощимый источник вдохновения находится в сравнительно ограниченном числе элементов — голове, бюсте, руках, туловище, ногах, животе человека. Сколько шедевров создано, где использованы только они! Зачем тогда искать иные сюжеты для живописи или скульптуры?
На Салоне 1886 года большой скандал вызвало полотно «Возвращение весны», посвящённое теме зарождения любви: художника обвинили в «безнравственности». В 1890 году полотно купили в США и перевезли в Омаху, где один из зрителей даже пытался уничтожить картину, «чтобы защитить женское достоинство». Художник тяжело переживал инциденты такого рода; этой картиной он гордился и в одном из писем зятю утверждал, что «поза и экспрессия молодой женщины, как я думаю, совершенно правильны». Идеи, заложенные в основу «Возвращения весны», активно использовались Бугро и в 1890-е годы. Типичной здесь является картина «Вторжение в королевство Амуров», однако критики, признавая высокий уровень мастерства, порицают его за «бесконечные вариации одного и того же приторного сюжета». Кеннет Кларк характеризовал ню Бугро как «неприкрыто сладострастные» и при этом приукрашивающие действительность.
Более оригинальной признаётся серия картин с крылатыми мальчиками, выполненная в 1880—1890-е годы. Эти картины часто были анекдотичны по сюжету и сочетали «откровенное смакование нежности плоти при фантасмагорическом сюжете». Именно эти работы создали Бугро репутацию художника, потакающего неразборчивости вкуса богатых буржуа. Логически это привело к созданию программных полотен «Дары любви» (1893) и «Восхищение» (1897). Стареющий художник попытался ясно донести до зрителей свою мысль — мир будет спасён любовью, но её олицетворением является не мужественный и воинственный Амур, а субтильный мальчик.

Штудии Бугро с обнажённой натурой
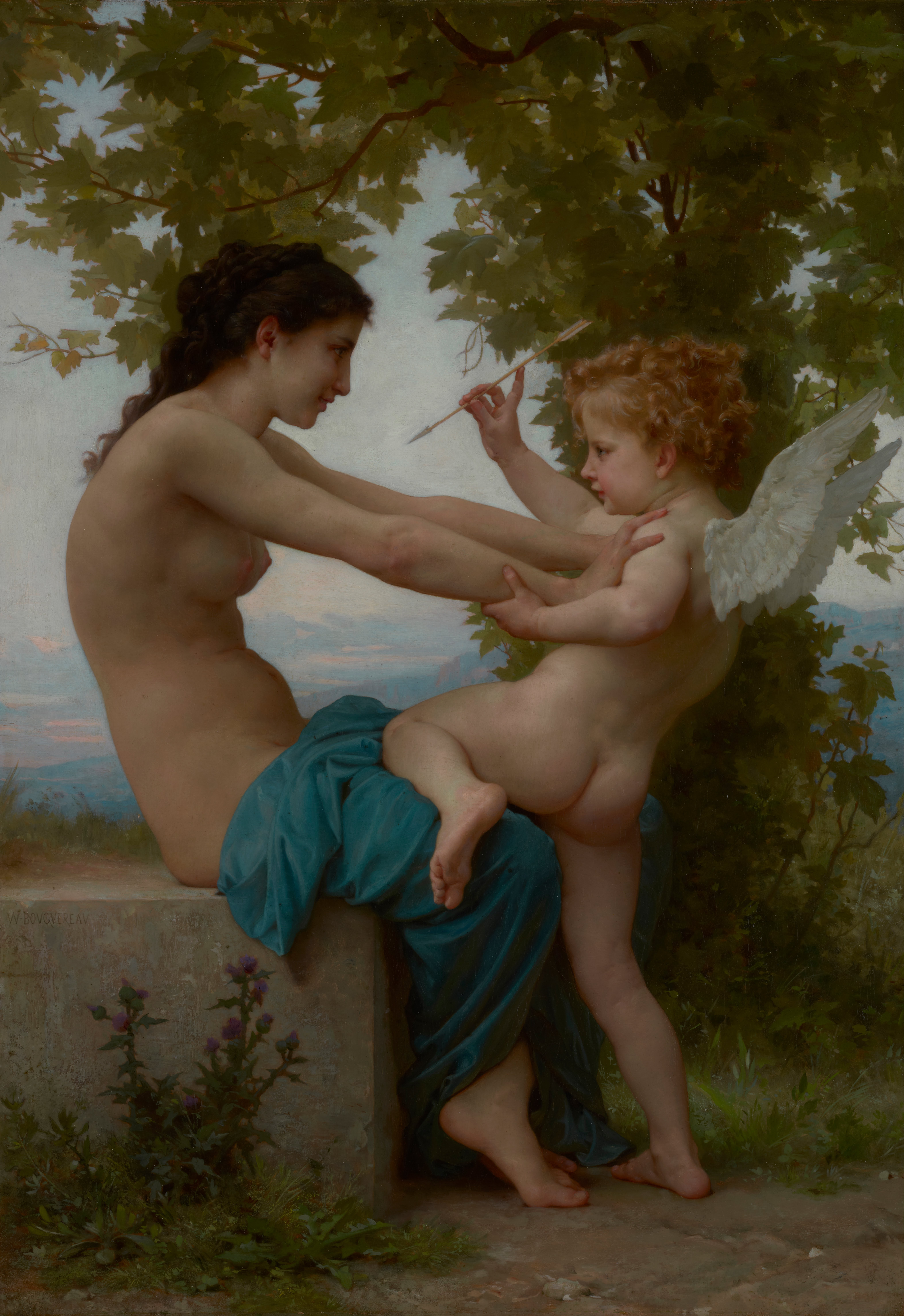
Девушка, пытающаяся защититься от стрелы Эрота 1880, Музей Гетти
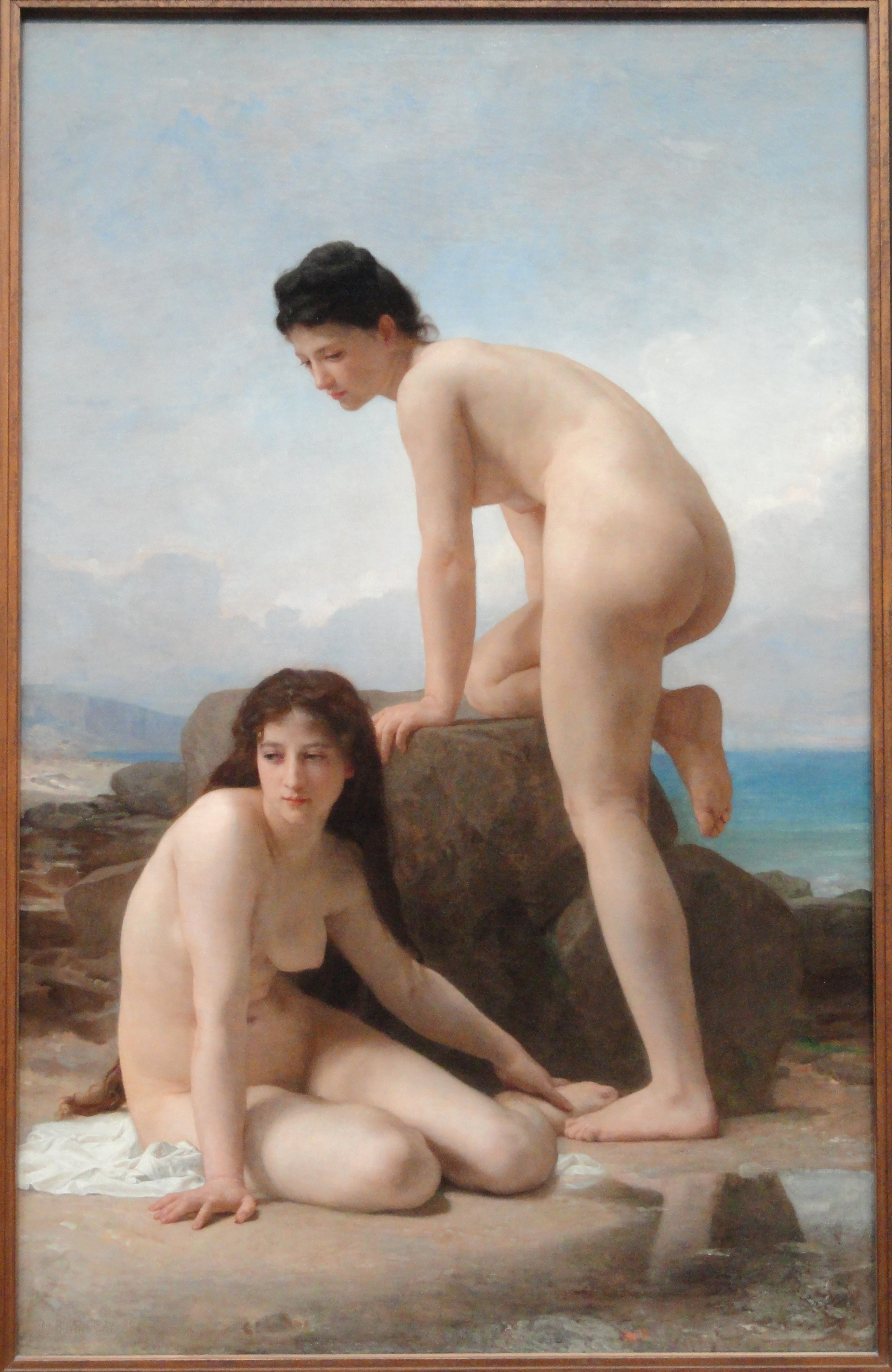
Купальщицы 1884, Чикагский институт искусств
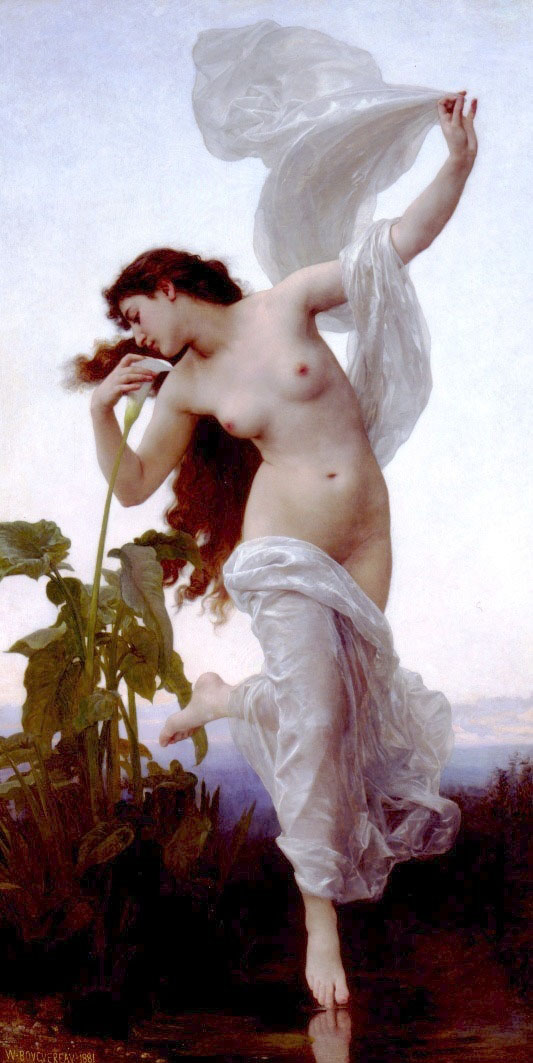
Рассвет 1881, Музей искусств, Бирмингем (Алабама)
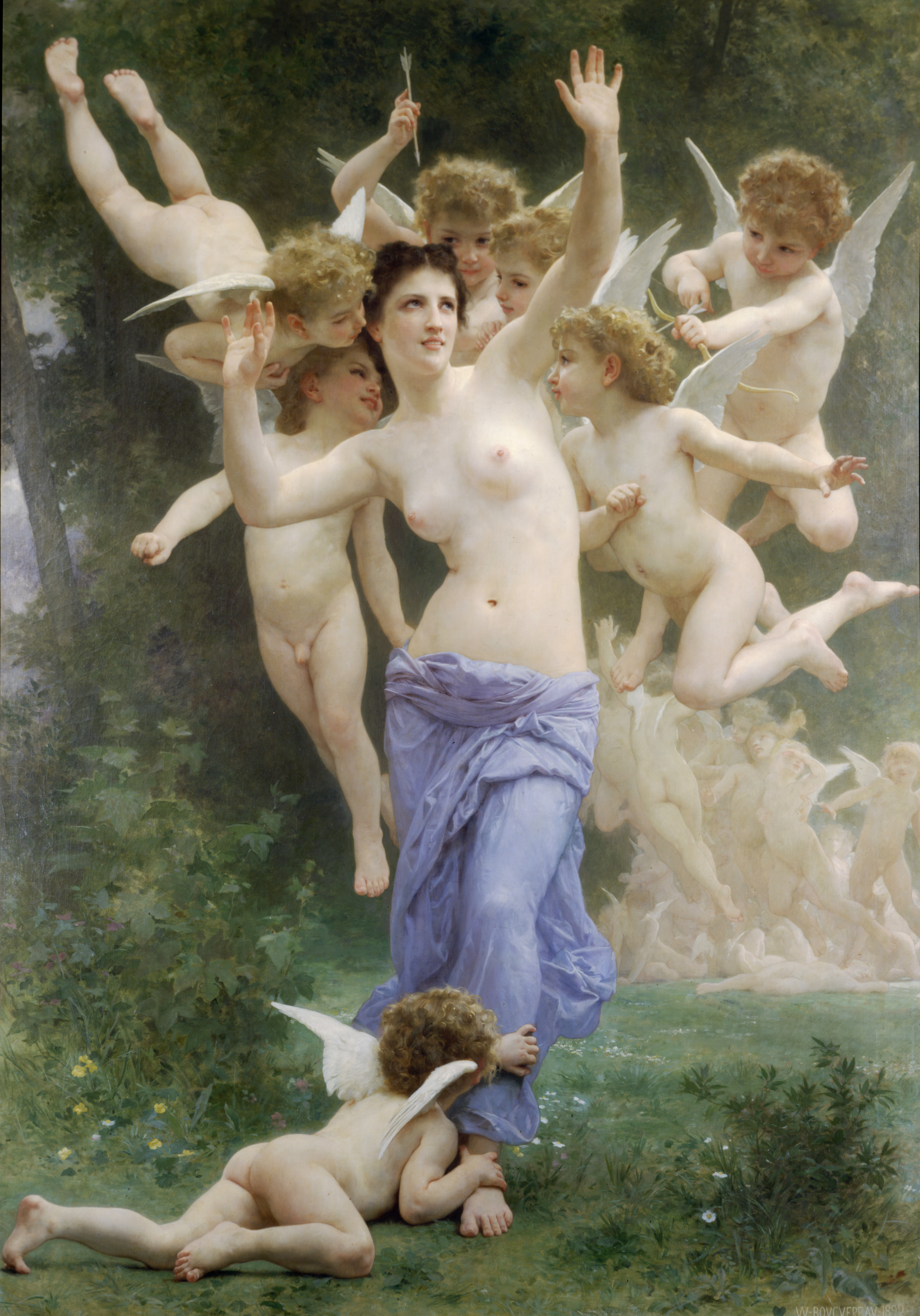
Вторжение в королевство Амуров 1892, частное собрание

## Позднее творчество

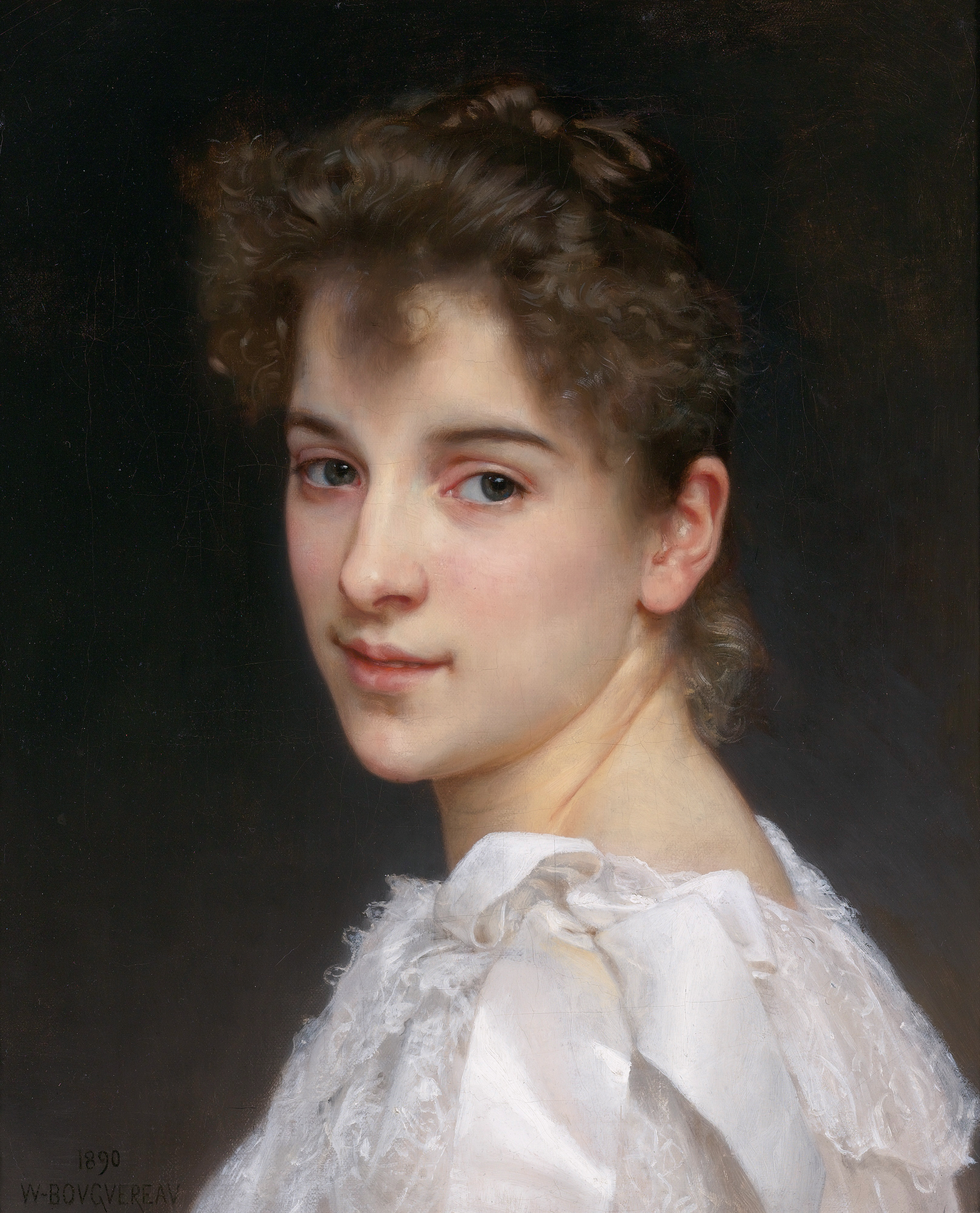
Портрет Габриэль Кот. 1890, частное собрание

Вильям Бугро всю жизнь являлся последовательным приверженцем академизма и «идеального романтизма», но в 1890-е годы в целом ряде его работ проявился новый метод раскрытия сущности изображаемого человека, возникший при несомненном влиянии символизма. Он был далёк от идеи визуализации грёз, высказываемой теоретиками символизма, равно как не мог отказаться от точного следования натуре ради создания желательных образов, подобно Гогену или Моро. Ближе всего он, видимо, был к Россетти, увидев близость современного ему символизма и символики старых европейских мастеров, которая позволяла дополнить изображаемое или передать сокровенный его смысл. Такого рода метод Бугро применял в основном в своих произведениях «крестьянского» жанра, однако похожие мотивы имеются в картине на античный сюжет «Прерванная работа». Клубок ниток в руках девушки обозначает грёзы, уводящие от истинного пути в жизни.

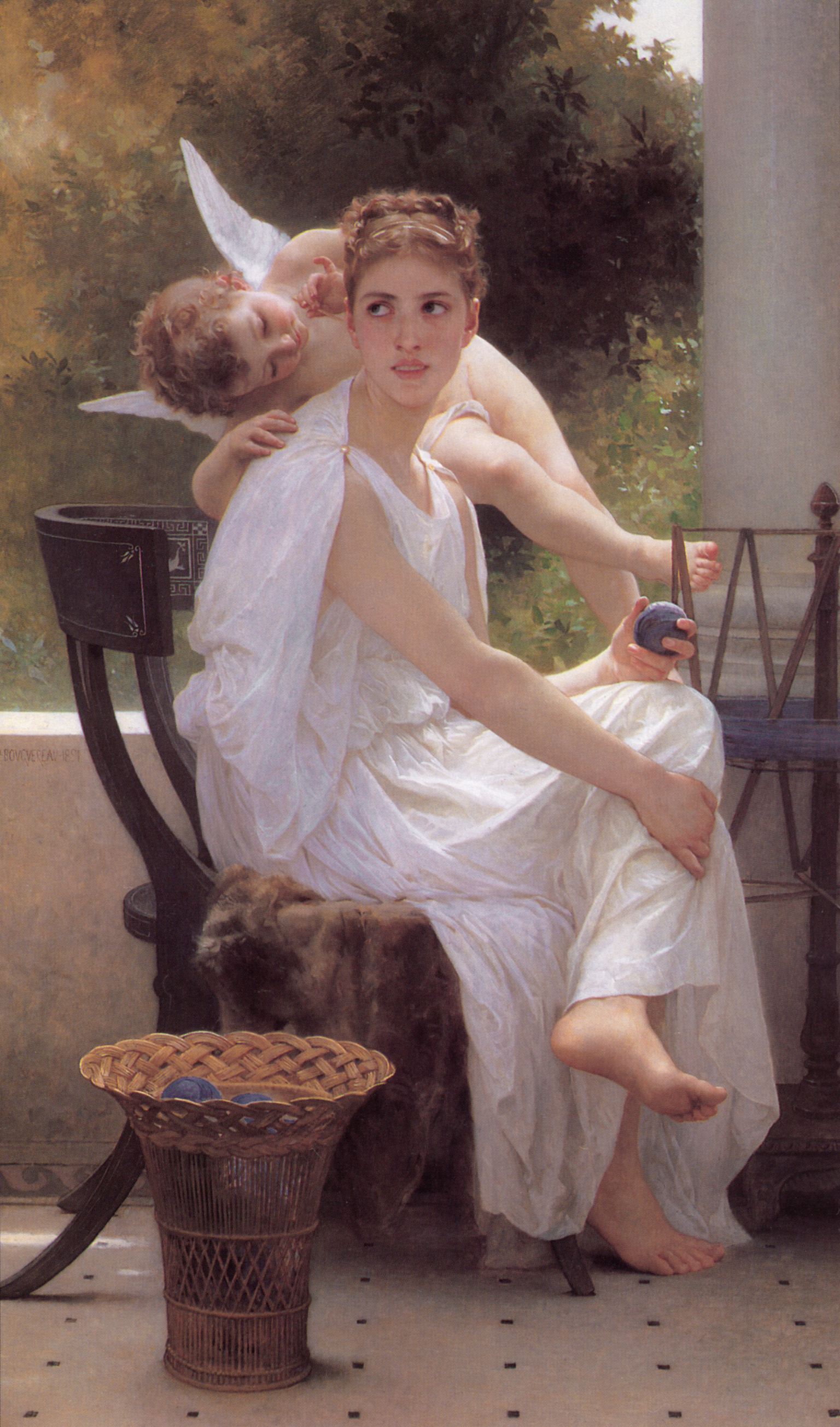
Прерванная работа. 1891, Музей Мида, Колледж Амхерста, США

Одним из первых произведений, в которых переживания героини передавалась через символы, была картина «Разбитый кувшин». Хотя причина скорби девушки неизвестна, но напряжение передано плотно сжатыми руками, чего в работах 1860—1870-х годов было бы достаточно для характеристики внутреннего мира. Однако детали картины дают массу подсказок: жёлтый одуванчик у правого края картины обозначает расставание, а разбитый кувшин — и потерю девственности, и крушение надежд. Подобными же символами отмечены множество картин 1890-х годов: «Девочка с яблоками», «Девочка с лимонами», «Маргаритки», и другие. Цветы и плоды символизируют доброту и невинность, свежесть и веру.
В этот период по заказу своих художественных дилеров и богатых клиентов Бугро обращается к портретному жанру, хотя ещё в 1850-е годы экспериментировал со своими многочисленными родственниками. Большинство этих портретов хранится в частных собраниях, в государственном музее представлен единственный «Портрет графини Камбасерес». Он резко отличается от жанровых работ художника, поскольку модель внутренне скована и лишена естественности, несмотря на безупречность передачи её внешности и шёлкового платья. Однако сохранившиеся этюды, наподобие «Портрета Габриэль Кот» (дочери одного из учеников Бугро), считаются одними из лучших образцов французской портретной живописи.
В последние двадцать лет жизни Бугро активнее, чем прежде, участвовал в общественной жизни. Ещё в 1883 году он был избран президентом ассоциации барона Тейлора, поддерживающей нуждающихся художников и членов их семей. В 1885 году он стал командором ордена Почётного легиона, а в 1886 году благодаря его хлопотам состоялась посмертная выставка работ его друга Поля Бодри. В 1892 году он стал регулярно выставляться в Лондоне, в Королевской Академии художеств. В 1894 году Бугро был избран вице-президентом Международной выставки в Антверпене и членом жюри секции живописи. В 1898 году на банкете, данном мэром Лондона, он договорился о выставке французских художников в Галерее Гулдхол, что в известной степени воздействовало на викторианский арт-рынок. В 1901 году Бугро был приглашён на официальный банкет в честь визита во Францию русского императора Николая II и императрицы.

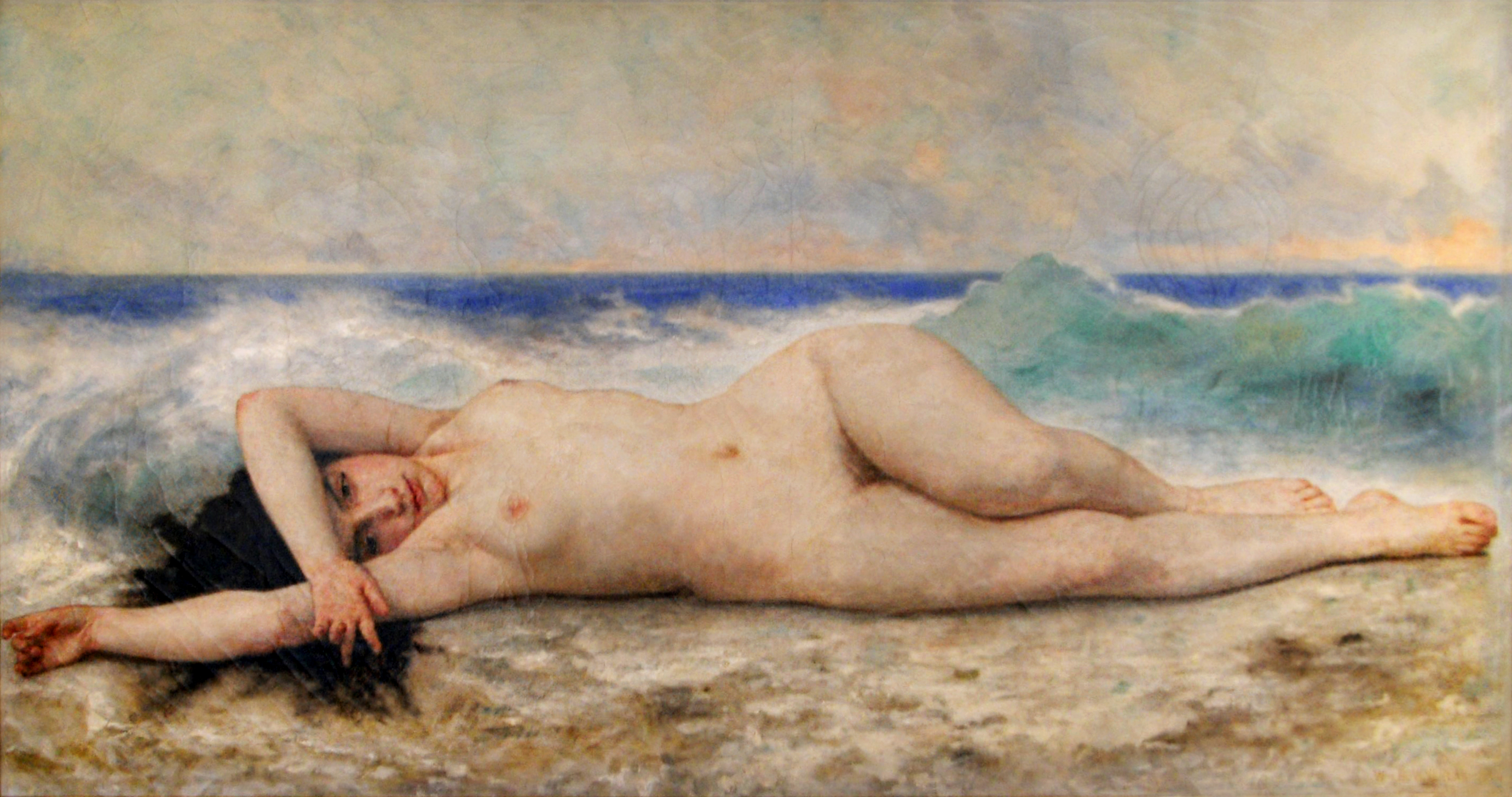
Океанида — одна из последних картин Вильяма Бугро. 1905, Музей изящных искусств Ла-Рошели

Официальный статус позволил Бугро вступить в дискуссию о новых направлениях искусства, которых он категорически не принимал, после чего он, как и другие академические живописцы своего поколения, стал восприниматься как законченный реакционер. Сам Бугро высказывался следующим образом:

Я принимаю и уважаю все школы живописи, в основе которых — искреннее изучение природы, поиск истины и красоты. Что касается мистиков, импрессионистов, пуантилистов, и др., я не вижу так, как видят они. Это — единственная причина моего отрицательного мнения о них.
Живопись Вильяма Бугро последнего десятилетия его жизни прогрессировала мало. Памяти Бодри были посвящены несколько изображений обнажённых женщин на фоне набегающей волны, одной из последних его картин стала «Океанида» (1905). Ещё в 1902 году Бугро представил «Молодую жрицу» — видимо, это была реплика французского художника на проблематику викторианской академической живописи того периода. Изображения современных женщин в античных драпировках и богатой обстановке были характерны для ведущих английских академистов того времени — Альма-Тадемы и Годварда. Гармония розового с белым отвечала эстетике «искусства ради искусства», распространившейся в Англии.
В июле 1905 года 79-летний художник отправился на родину в Ла-Рошель, где скончался 19 августа. Спустя пять дней его с почестями, положенными командору Почётного Легиона, похоронили на кладбище Монпарнас в Париже.

Поздние произведения Бугро
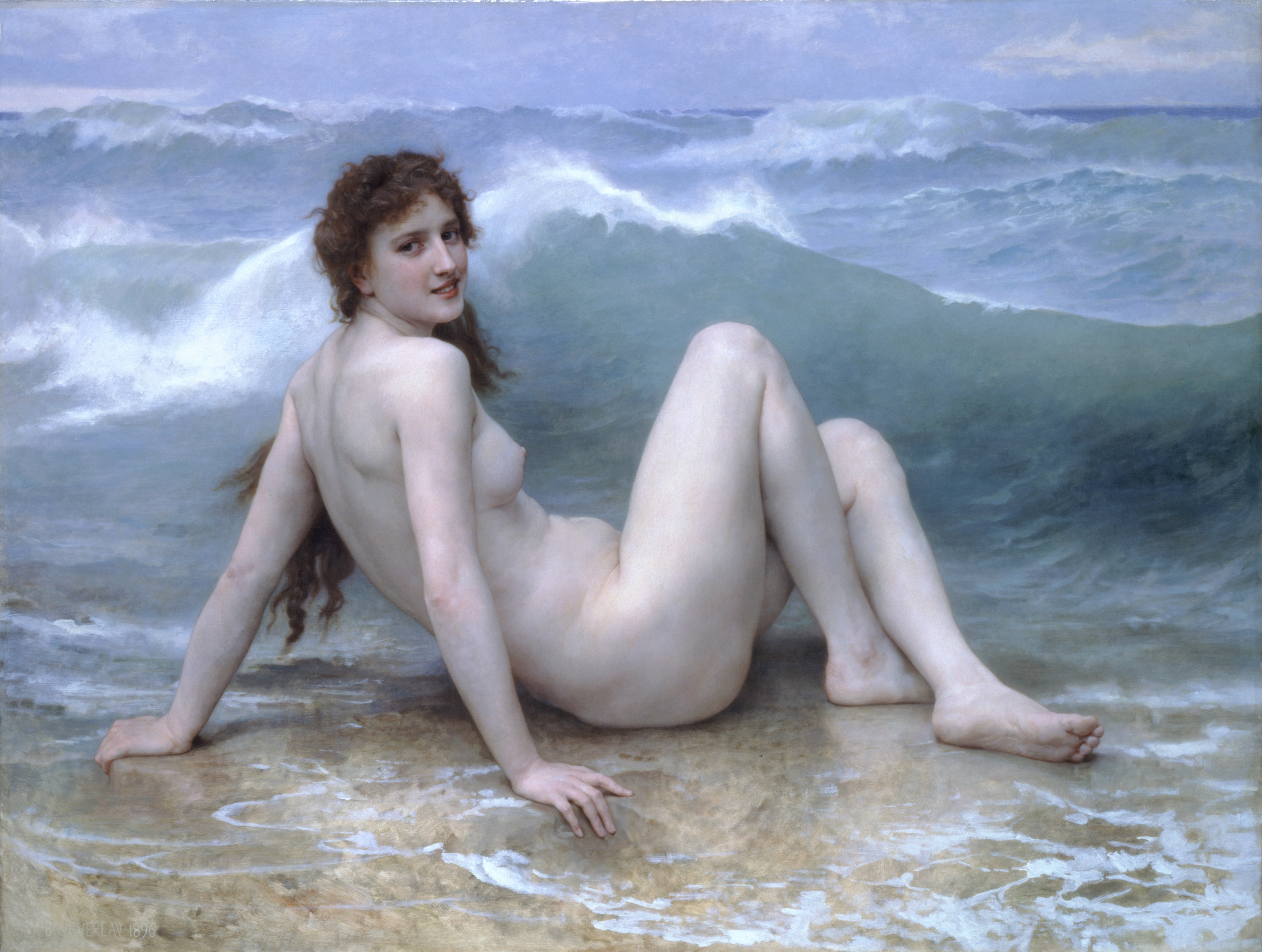
Волна 1896, частное собрание
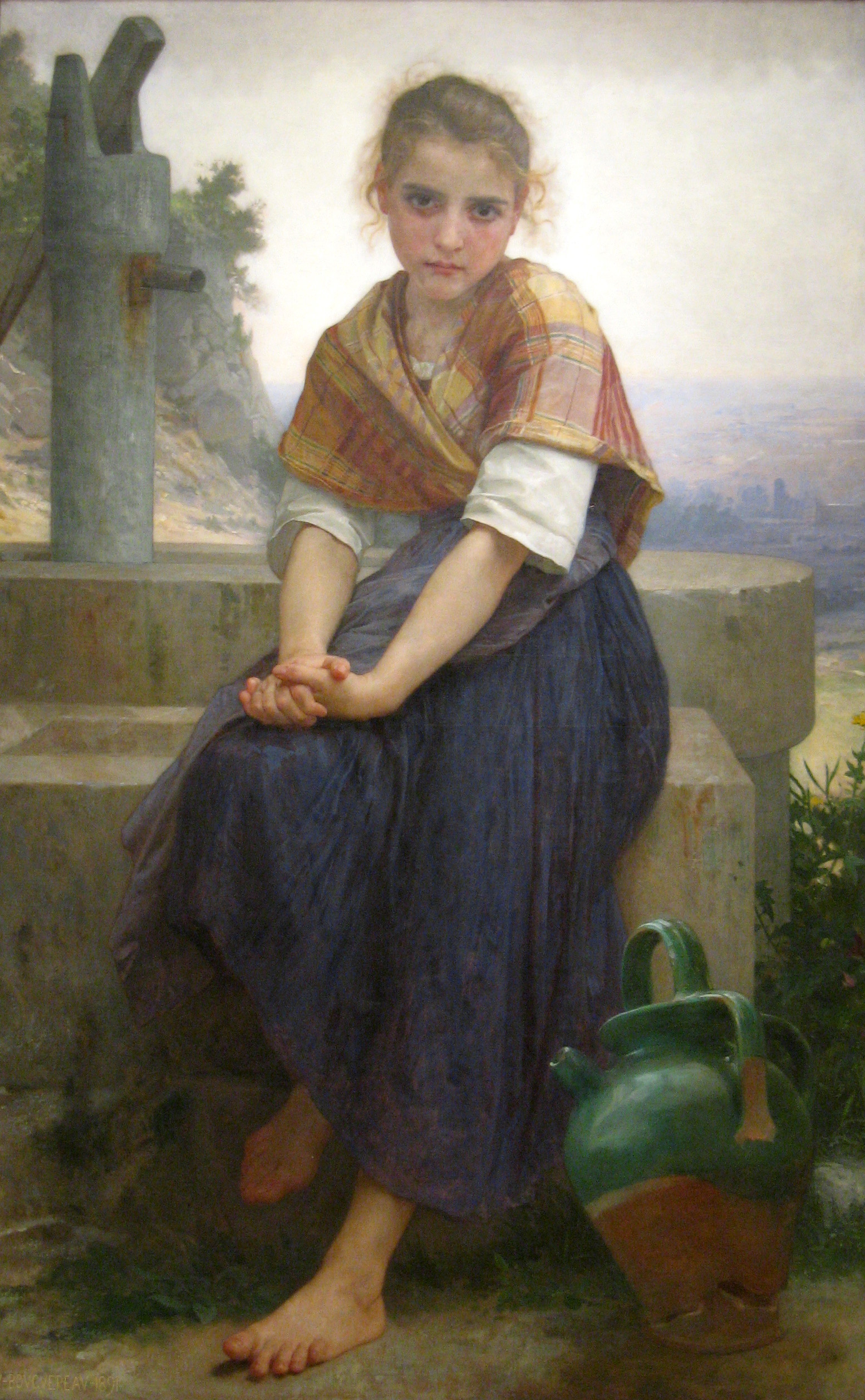
Разбитый кувшин 1891, Музей изящных искусств, Сан-Франциско
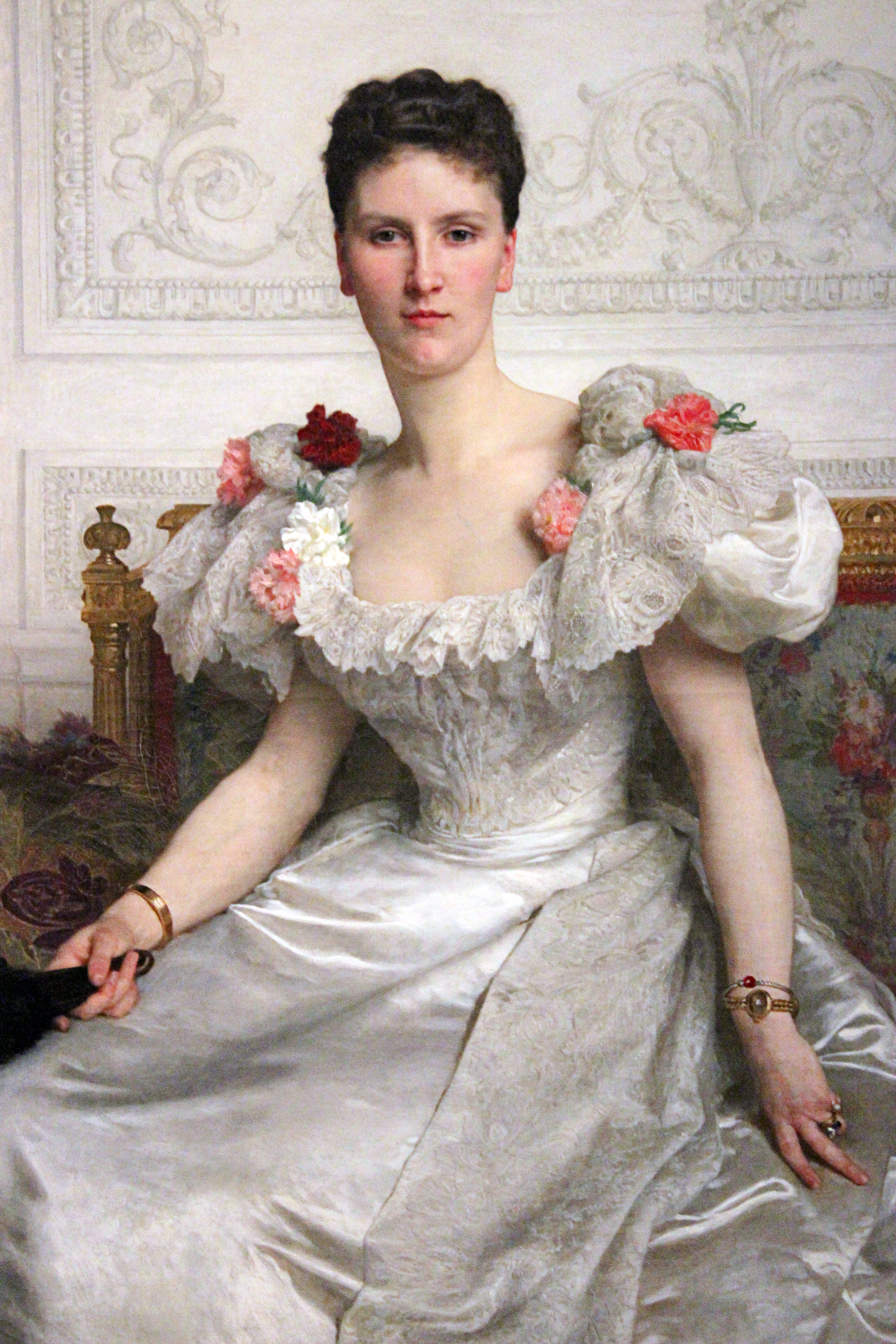
Портрет графини Камбасерес 1895, Музей искусств, Сиэтл
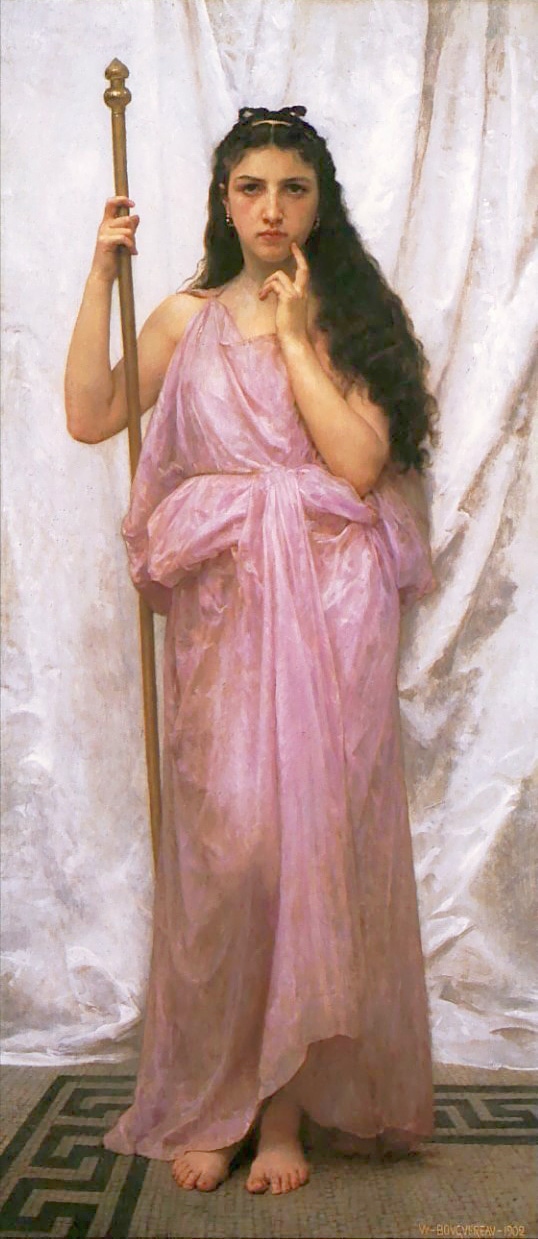
Молодая жрица 1902, художественная галерея университета Рочестера

## Наследие и оценки

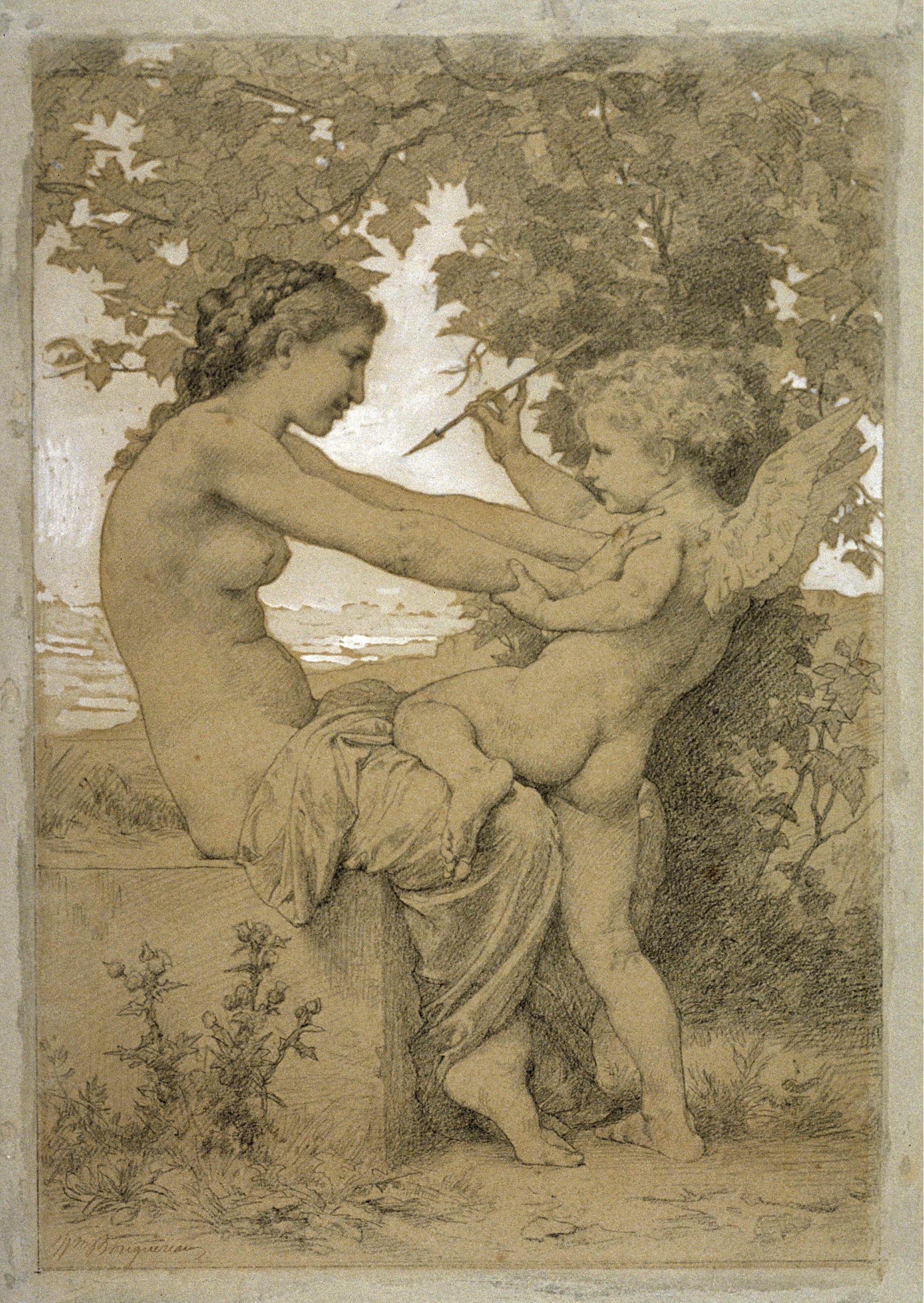
Первичный набросок композиции «Девушка, защищающаяся от стрелы Эрота». Частное собрание

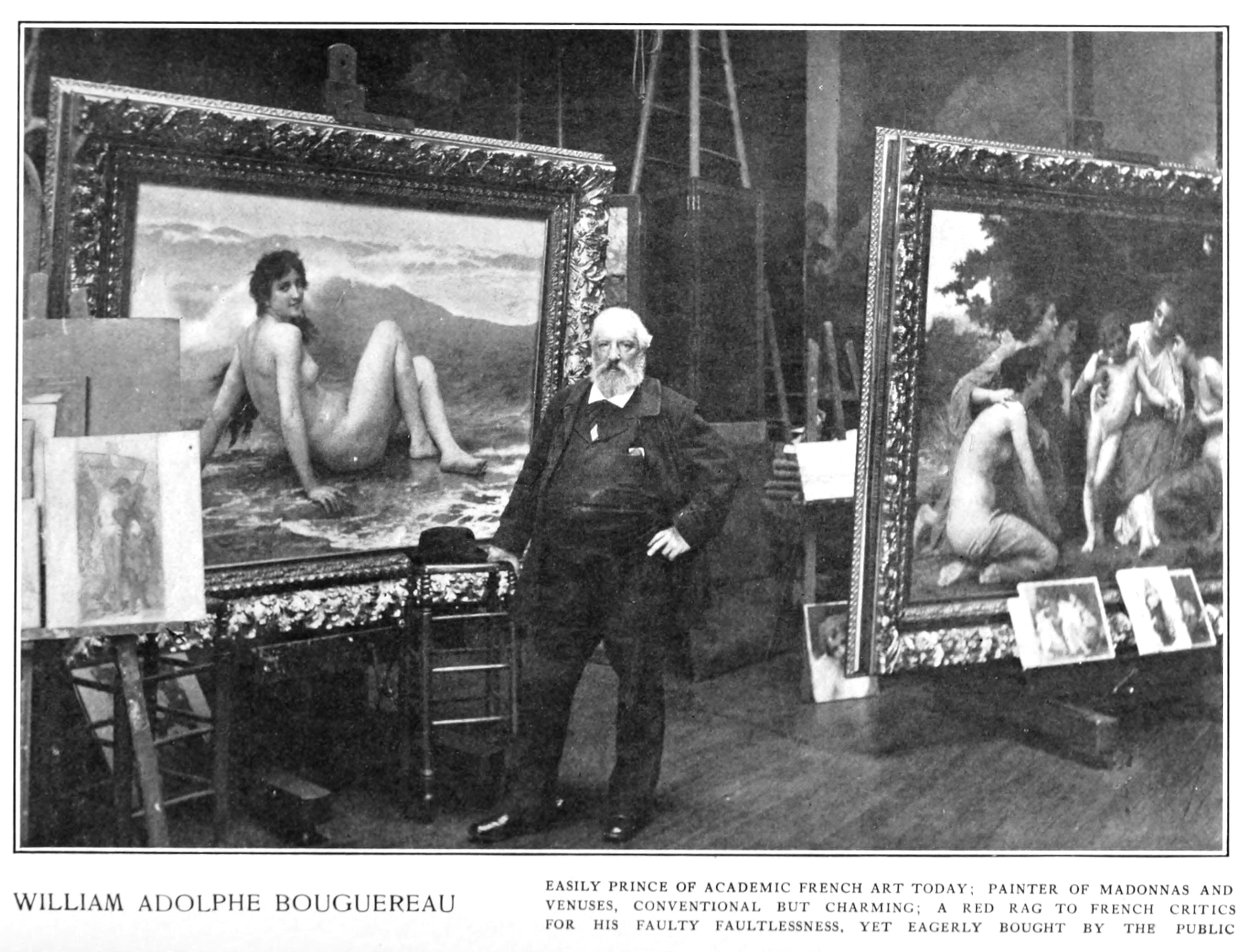
Бугро в мастерской. На заднем плане видны «Волна» и «Восхищение» (справа). Фото 1904 года

Вильям Бугро был плодовитым художником, который за свою жизнь создал более 800 полотен, в том числе гигантского размера. Творческий метод и техника живописца окончательно оформились к 1860-м годам. Процесс написания картины включал несколько этапов, на первом из которых карандашом или углём (с подмалёвкой белилами) делался первичный набросок. Далее начиналось писание эскизов маслом, на которых отрабатывались цветовые градации, причём колористические штудии фактически представляли собой абстрактную картину. Далее наступала очередь подробных разработок лиц, частей фигуры, одежды и драпировок. Бугро работал очень быстро: на один этюд у него уходило не более 3—4 часов, чаще всего они не требовали правок и без изменений переносились в окончательный вариант картины. Грунт для всех эскизов должен был совпадать с грунтом окончательного варианта. Одним из важных этапов подготовительной работы было писание картонов, как он называл композиционные эскизы. Только после отработки деталей начиналось написание основного полотна. Подобно старым мастерам, Бугро использовал в работе сиккативы, а также лаки, состав которых тщательно скрывал не только от коллег, но и от своих студентов. Практически ни один из них не продолжил направление, разрабатываемое учителем. Известен конфликт между Бугро и Матиссом, которому учитель посоветовал «не только тщательнее изучать перспективу, но и вообще научиться держать в руках карандаш». Подобно всем академистам, основой живописной техники Бугро считал рисунок, и в общем отвергал теорию, настаивая, что опыт приходит только с непрерывной практикой. По стилю живопись Бугро напоминают только работы его ученицы и жены Джейн Гарднер.
В частной жизни Бугро был неприхотлив и склонен к аскетизму. П. Верон писал, что он во всём, включая одежду, «проявляет склонность к грубой простоте». Бугро работал по раз и навсегда заведённому порядку, который не должен был нарушаться даже при болезнях. «Неизменно каждый день он в назначенный час садился за работу и писал известное количество часов. Какой-то статистик утверждал даже, что в каждое время года господин Бугеро делает одно и то же число взмахов кистью».

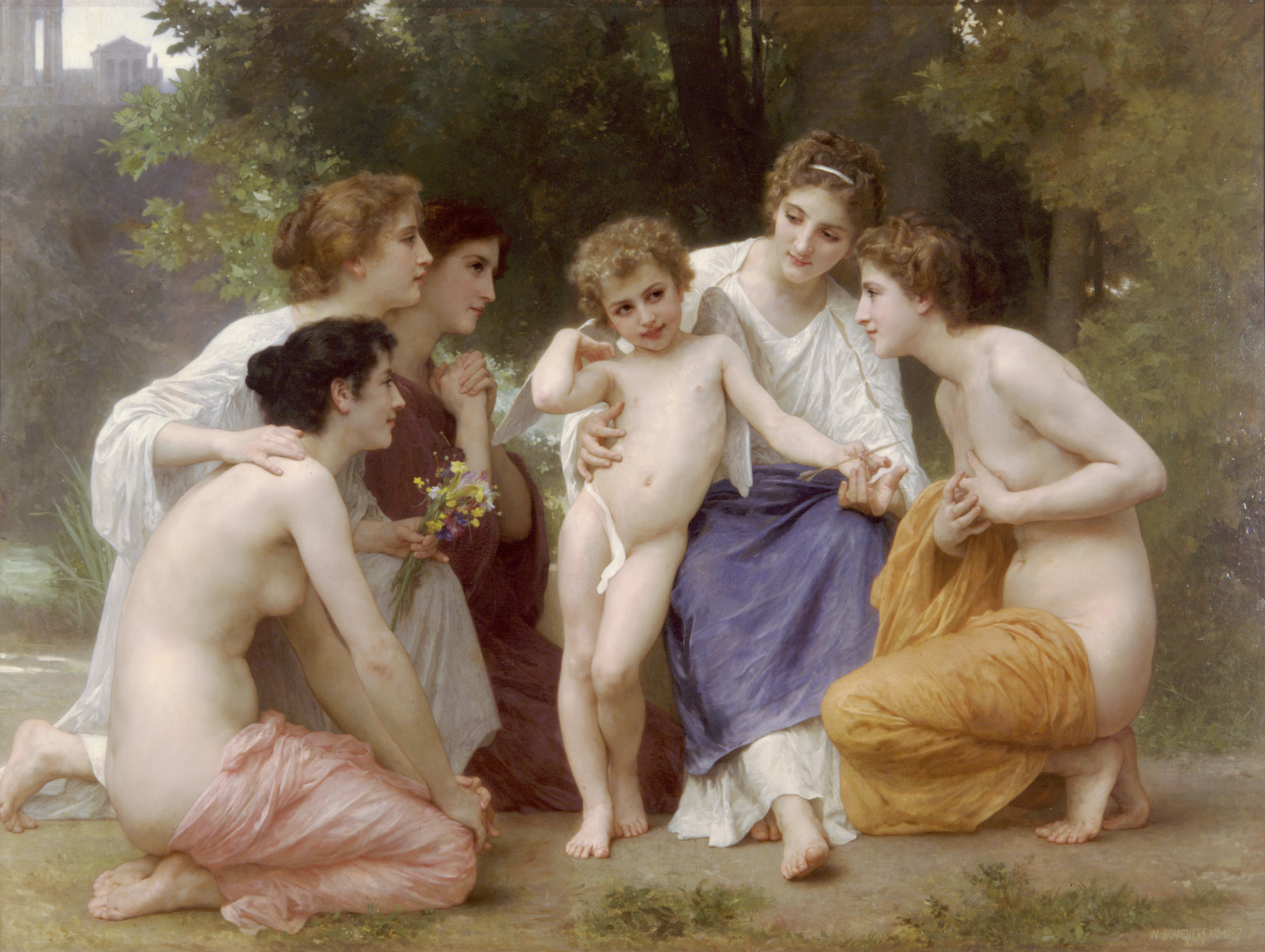
Восхищение. 1897, Музей искусств Сан-Антонио (Техас)

Для современников Бугро был одним из крупнейших живописцев XIX века, его полотна высоко ценились, их приобретали коллекционеры США, Бельгии, Нидерландов и Испании; особенно много картин приобретали американские собиратели, в США Бугро имел наивысшую репутацию, его работы выставлены в 70 музеях этой страны, не считая частных коллекций. Однако уже в последние десятилетия жизни он подвергся ожесточённой критике со стороны импрессионистов, Эдгар Дега даже ввёл пренебрежительный термин фр. Bouguereauté, которым обозначал художественный стиль, тяготеющий к выглаженности поверхности и мазков. Сразу после смерти Бугро стал изгоем в мире искусства, его произведения отправлялись в запасники музеев; критиков эпохи авангарда особенно раздражала коммерческая направленность его творчества и пристрастие к обнажённой натуре. Критик Пьер Верон ещё в 1881 году писал:

Мирному буржуа ничто так не по вкусу, как картина без оригинальности. Такую картину он сразу поймёт, и она доставит ему наслаждение; между тем как смелые попытки новичков решительно сбивают буржуа с толку.

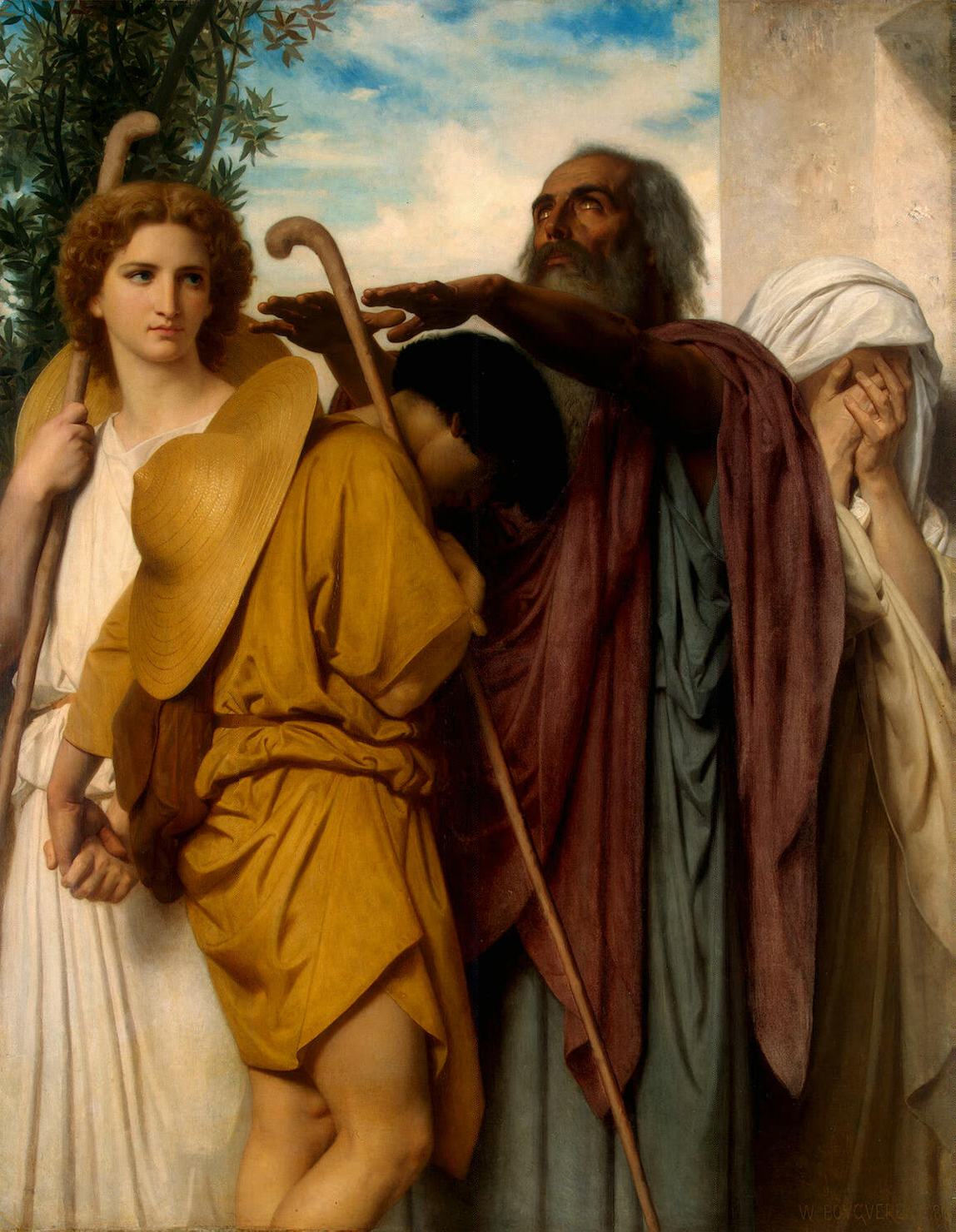
Прощание Товия с отцом. 1860, Государственный Эрмитаж

Ещё более резко выражался П. Гнедич, провозгласивший стиль Бугро «помесью Винтергальтера, Буше и Фрагонара», а сюжеты «шаблонными» и являющимися «детской шалостью». В советском искусствоведении встречались ещё более крайние мнения, так, А. Чегодаев включал Бугро (наряду с другими художниками его поколения — Жеромом, Кабанелем, Мейсонье) — в ряд людей, «создавших совместными усилиями единственный в своём роде, неповторимый по своей сконденсированной пошлости облик художественной культуры».
Первая после кончины Бугро ретроспектива его работ, отчасти воспринятая как курьёз, прошла в 1974 году в Нью-Йорке. Организатор выставки и её куратор Роберт Айзексон (1927—1998) приложил немало усилий, чтобы реабилитировать Бугро и его современников. Айзексон издал в 1974 году каталог выставки. В 1984 году музей Монреаля организовал первую энциклопедическую выставку Бугро, которая демонстрировалась также в Париже — в музее Пти-Пале. С этого же времени работы Бугро стали цениться на антикварном рынке. Если при первых продажах в 1977 году стоимость его работ не превышала 10 000 долларов, то к 2005 году она превысила отметку в 23 000 000 долларов.
Много усилий для реабилитации Бугро предпринял американский коллекционер Фред Росс, создавший в 2000 году объединение коллекционеров и экспертов Art Renewal Center. Центр Росса поддерживает одноимённый сайт с виртуальной коллекцией живописи салонно-академического направления. Летом 2006 года Музей Гетти провёл дискуссию о месте и роли Вильяма Бугро в истории искусства. В ней приняли участие ведущие специалисты, включая Джеральда Экермана (профессора в отставке Колледжа Помоны) и Скотта Шефера — куратора музея. Дискуссия показала резкую поляризацию мнений, её участники так и не пришли к согласию: сторонники салонно-академического искусства подчёркивали мастерство Бугро и его способность «достучаться» до обыкновенного зрителя, а также найти глубину в самых обыденных вещах и сюжетах. Сторонники модернистских направлений проводили параллели между сюжетами академистов и современным китчем. Дискуссия также показала, что ни художники, ни критики-искусствоведы не располагают объективными критериями оценки произведений искусства. В 2012 году Ф. Росс опубликовал двухтомный компендиум Дэмиена Бартоли, скончавшегося в 2009 году. Он включает каталог 828 работ Бугро (без этюдов и подготовительных материалов) и его 600-страничную биографию. Несмотря на фундаментальность издания, критики отмечали его откровенно апологетический характер. Это связано с тем, что в государственных музеях находятся всего 127 произведений Бугро, то есть около 20 % его творческого наследия; остальные его работы доступны для перепродажи и постепенно определяют состояние рынка живописи XIX века.

## Комментарии
1. ↑  Это единственная работа Бугро в музейных собраниях России. Персонажи картины с незначительными изменениями взяты Бугро с картины 1856 года «Возвращение Товия», хранящейся в Музее Дижона. Картина принадлежала Н. А. Кушелеву-Безбородко и была куплена непосредственно в мастерской художника, выставлялась в Петербурге в 1861 году, в Государственный Эрмитаж  поступила в 1922 году из Академии художеств[70].